# Gérardmer
Pour le festival, voir Festival international du film fantastique de Gérardmer.
Gérardmer [ ʒeʁaʁme] , en vosgien de la montagne [ ʒiʁoːmwɛ] (Giraumouér) ou [ ʒʁoːmwɑː], est une commune française de moyenne montagne située dans le département des Vosges, dans la région historique et culturelle de Lorraine et la région administrative Grand Est.
Elle est connue pour ses activités de montagne, son lac et notamment sa station de sports d'hiver (La Mauselaine) ainsi que pour son festival international du film fantastique.
Elle doit son surnom de « Perle des Vosges » à Abel Hugo, frère de Victor.
Ses habitants sont appelés les Gérômois .

## Géographie

### Localisation

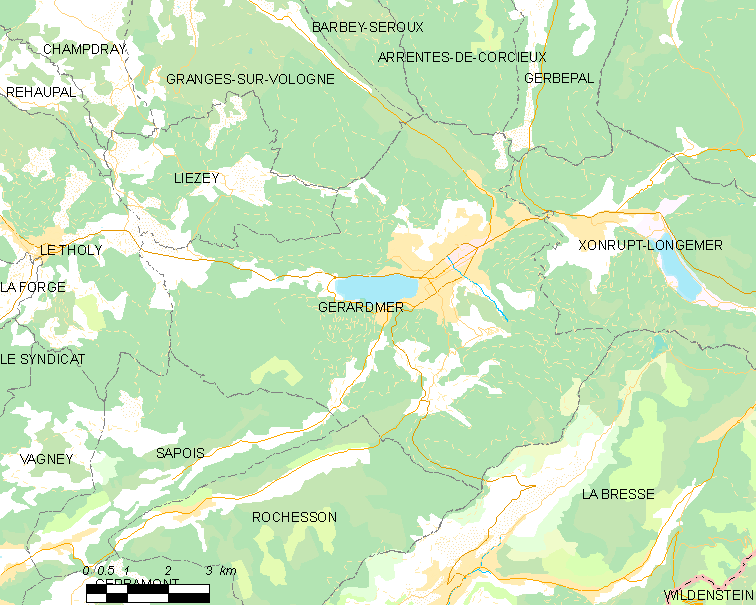
Carte de Gérardmer.

Gérardmer est une ville située au cœur du massif des Vosges, au bord du lac du même nom.
Le centre-ville se situe à 12,7 km de La Bresse et à 29,5 km de Remiremont, à une altitude de 675 m et ses sommets environnants entre 900 et 1 137 m à la Tête de Grouvelin.
Elle fait partie du parc naturel régional des Ballons des Vosges.
La situation de Gérardmer a favorisé très tôt la pratique du ski. Aujourd'hui, la station de ski alpin se situe à La Mauselaine et le ski de fond se pratique depuis le domaine nordique des Bas-Rupts.
La commune comprend de grands espaces boisés, dont certains sont des domaines skiables, au total 3 721 ha de forêts de résineux (plus de cinq millions de sapins et d'épineux).
Gérardmer est situé à 35,4 km de Colmar, 34 km d'Épinal, 22,3 km de Remiremont, 24,1 km de Saint-Dié-des-Vosges, 33,8 km de Thann et à 114 km de Strasbourg la capitale régionale de l'Alsace voisine et du Grand-Est.

### Communes limitrophes
| Barbey-Seroux Granges-sur-Vologne (Cne déléguée de Granges-Aumontzey) | Arrentès-de-Corcieux | Gerbépal         |
| Liézey Le Tholy                                                       | Gérardmer            | Xonrupt-Longemer |
| Sapois                                                                | Rochesson            | La Bresse        |

### Géologie et relief
L'altitude la plus basse de la commune, 584 m, voit la Vologne s'écouler en direction de Granges. Le centre-ville se trouve quant à lui à 675 m d'altitude. Le territoire de Gérardmer est parsemé de nombreux sommets dont la Tête de Mérelle (897 m), le Haut des Chevrottes (942 m), le Haut du Barat (993 m) et, parmi les plus élevés, le sommet de St-Jacques du Barat (1 039 m), Le Faing des Meules (1 007 m), le Grand Haut (1 100 m) et le point le plus élevé : la Tête de Grouvelin qui culmine à 1 137 m et surplombe le lac de Lispach de La Bresse ainsi que la station de La Mauselaine d'où partent plusieurs pistes de ski alpin.
Hydrogéologie et climatologie : Système d’information pour la gestion des eaux souterraines du bassin Rhin-Meuse :
Territoire communal : Occupation du sol (Corinne Land Cover); Cours d'eau (BD Carthage),
Géologie : Carte géologique; Coupes géologiques et techniques,
 Hydrogéologie : Masses d'eau souterraine; BD Lisa; Cartes piézométriques.

### Hydrographie et les eaux souterraines
La commune est située dans le bassin versant du Rhin au sein du bassin Rhin-Meuse. Elle est drainée par la Vologne, le Bouchot, le ruisseau de la Cleurie, la Jamagne, le ruisseau le Cellet, le ruisseau le Menaurupt, la goutte du Noir Rupt, la goutte du Roulier, le ruisseau de Basse des Rus, le ruisseau de Creusegoutte, le ruisseau de Liezey, le ruisseau de Martimpre, le ruisseau des Bas-Rupts, le ruisseau du Chaufour, le ruisseau du Phény et le ruisseau le Costet,.
La Vologne prend sa source à plus de 1 240 mètres d'altitude, sur le domaine du jardin d'altitude du Haut Chitelet, entre le Hohneck et le col de la Schlucht, et se jette dans la Moselle à Jarménil, à 358 m d'altitude.
Le Bouchot, d'une longueur totale de 18,1 km, prend sa source dans la commune et se jette dans la Moselotte au Syndicat, après avoir traversé six communes.
Le Cleurie et ses petits affluents drainent l'ouest de la commune, en aval de la moraine. D'une longueur totale de 18,9 km, elle prend sa source dans la commune et se jette dans la Moselotte au Syndicat, après avoir traversé sept communes.
Le sud de la commune, section des Bas-Rupts, est drainé par le Bouchot et ses affluents, qui s'écoulent vers l'ouest. Le Bouchot, d'une longueur totale de 18,1 km, prend sa source dans la commune et se jette dans la Moselotte au Syndicat, après avoir traversé six communes.
Issu de la glaciation de Würm (80 000 à 10 000 ans av. J.-C. environ), le lac de Gérardmer est retenu par une moraine terminale bloquant définitivement la vallée vers l'aval. Il se déverse dans la Vologne par la Jamagne.

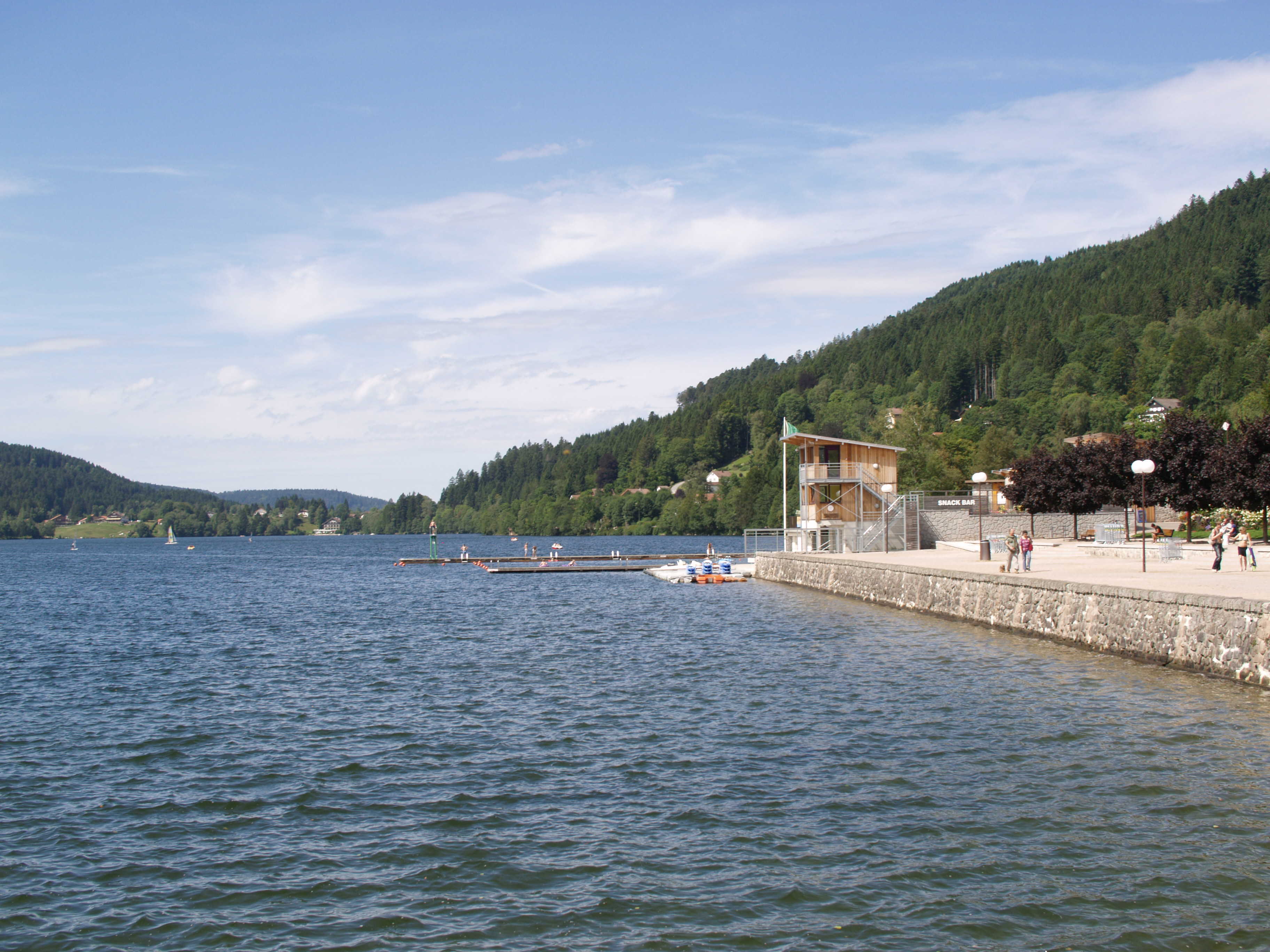
Le lac de Gérardmer.
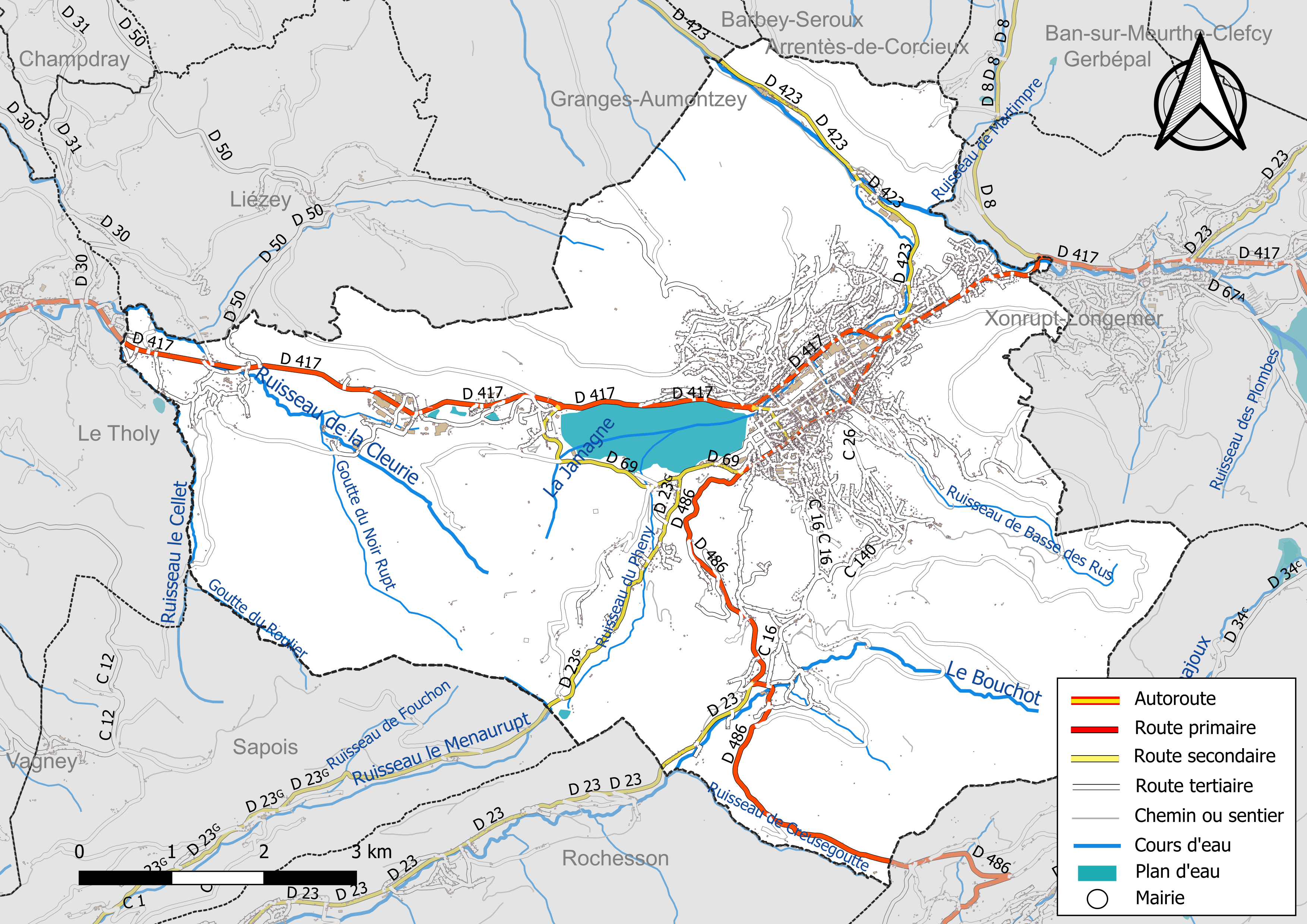
Réseaux hydrographique et routier de Gérardmer.

La qualité des eaux de baignade et des cours d’eau peut être consultée sur un site dédié géré par les agences de l’eau et l’Agence française pour la biodiversité.

### Climat
Pour des articles plus généraux, voir Climat du Grand Est et Climat du département des Vosges.
En 2010, le climat de la commune est de type climat de montagne, selon une étude du Centre national de la recherche scientifique s'appuyant sur une série de données couvrant la période 1971-2000. En 2020, Météo-France publie une typologie des climats de la France métropolitaine dans laquelle la commune est exposée à un climat semi-continental et est dans la région climatique Vosges, caractérisée par une pluviométrie très élevée (1 500 à 2 000 mm/an) en toutes saisons et un hiver rude (moins de 1 °C).
Pour la période 1971-2000, la température annuelle moyenne est de 8,1 °C, avec une amplitude thermique annuelle de 16,7 °C. Le cumul annuel moyen de précipitations est de 1 668 mm, avec 14,1 jours de précipitations en janvier et 11,7 jours en juillet. Pour la période 1991-2020, la température moyenne annuelle observée sur la station météorologique installée sur la commune est de 9,1 °C et le cumul annuel moyen de précipitations est de 1 797,3 mm. 
La température maximale relevée sur cette station est de 37 °C, atteinte le 7 août 2015 ; la température minimale est de −20,5 °C, atteinte le 20 décembre 2009,,.
| Mois                                  | jan.          | fév.         | mars           | avril       | mai         | juin          | jui.          | août        | sep.          | oct.          | nov.         | déc.           | année      |
| ------------------------------------- | ------------- | ------------ | -------------- | ----------- | ----------- | ------------- | ------------- | ----------- | ------------- | ------------- | ------------ | -------------- | ---------- |
| Température minimale moyenne (°C)     | −2,3          | −3,1         | −1             | 2,9         | 6,5         | 10,3          | 12            | 11,7        | 8,3           | 5,4           | 1,5          | −1,3           | 4,2        |
| Température moyenne (°C)              | 0,9           | 1            | 4,1            | 8,7         | 12          | 16,1          | 17,9          | 17,4        | 13,9          | 10            | 5,3          | 1,8            | 9,1        |
| Température maximale moyenne (°C)     | 4,2           | 5,1          | 9,1            | 14,5        | 17,6        | 21,9          | 23,8          | 23,1        | 19,5          | 14,5          | 9            | 4,9            | 13,9       |
| Record de froid (°C) date du record   | −15 30.01.05  | −19 05.02.12 | −19,5 01.03.05 | −8 04.04.22 | −2 04.05.14 | 1 03.06.06    | 4 03.07.11    | 4 14.08.13  | 0,5 17.09.08  | −7 29.10.12   | −10 30.11.10 | −20,5 20.12.09 | −20,5 2009 |
| Record de chaleur (°C) date du record | 15,1 01.01.23 | 21 27.02.19  | 23,8 30.03.21  | 27 28.04.12 | 32 27.05.05 | 36,1 26.06.19 | 36,5 19.07.22 | 37 07.08.15 | 31,5 03.09.11 | 26,5 08.10.23 | 24 08.11.15  | 16 18.12.15    | 37 2015    |
| Précipitations (mm)                   | 207           | 151,2        | 143,9          | 112,8       | 149,4       | 128,8         | 123,4         | 144,2       | 112,9         | 157,8         | 151,9        | 214            | 1 797,3    |

| Diagramme climatique                                  |              |            |              |              |               |             |               |              |              |           |            |
| J                                                     | F            | M          | A            | M            | J             | J           | A             | S            | O            | N         | D          |
| 4,2−2,3207                                            | 5,1−3,1151,2 | 9,1−1143,9 | 14,52,9112,8 | 17,66,5149,4 | 21,910,3128,8 | 23,812123,4 | 23,111,7144,2 | 19,58,3112,9 | 14,55,4157,8 | 91,5151,9 | 4,9−1,3214 |
| Moyennes : • Temp. maxi et mini °C • Précipitation mm |              |            |              |              |               |             |               |              |              |           |            |

Les paramètres climatiques de la commune ont été estimés pour le milieu du siècle (2041-2070) selon différents scénarios d'émission de gaz à effet de serre à partir des nouvelles projections climatiques de référence DRIAS-2020. Ils sont consultables sur un site dédié publié par Météo-France en novembre 2022.

## Urbanisme

### Typologie
Au 1er janvier 2024, Gérardmer est catégorisée petite ville, selon la nouvelle grille communale de densité à sept niveaux définie par l'Insee en 2022.
Elle appartient à l'unité urbaine de Gérardmer, une agglomération intra-départementale regroupant deux communes, dont elle est ville-centre,,. Par ailleurs la commune fait partie de l'aire d'attraction de Gérardmer, dont elle est la commune-centre,. Cette aire, qui regroupe 13 communes, est catégorisée dans les aires de moins de 50 000 habitants,.

### Occupation des sols simplifiée
L'occupation des sols de la commune, telle qu'elle ressort de la base de données européenne d’occupation biophysique des sols Corine Land Cover (CLC), est marquée par l'importance des forêts et milieux semi-naturels (74 % en 2018), en diminution par rapport à 1990 (75,1 %). La répartition détaillée en 2018 est la suivante : 
forêts (72,4 %), prairies (10,8 %), zones urbanisées (10,6 %), eaux continentales (2,1 %), zones industrielles ou commerciales et réseaux de communication (1,8 %), milieux à végétation arbustive et/ou herbacée (1,6 %), zones agricoles hétérogènes (0,7 %). L'évolution de l’occupation des sols de la commune et de ses infrastructures peut être observée sur les différentes représentations cartographiques du territoire : la carte de Cassini (XVIIIe siècle), la carte d'état-major (1820-1866) et les cartes ou photos aériennes de l'IGN pour la période actuelle (1950 à aujourd'hui).

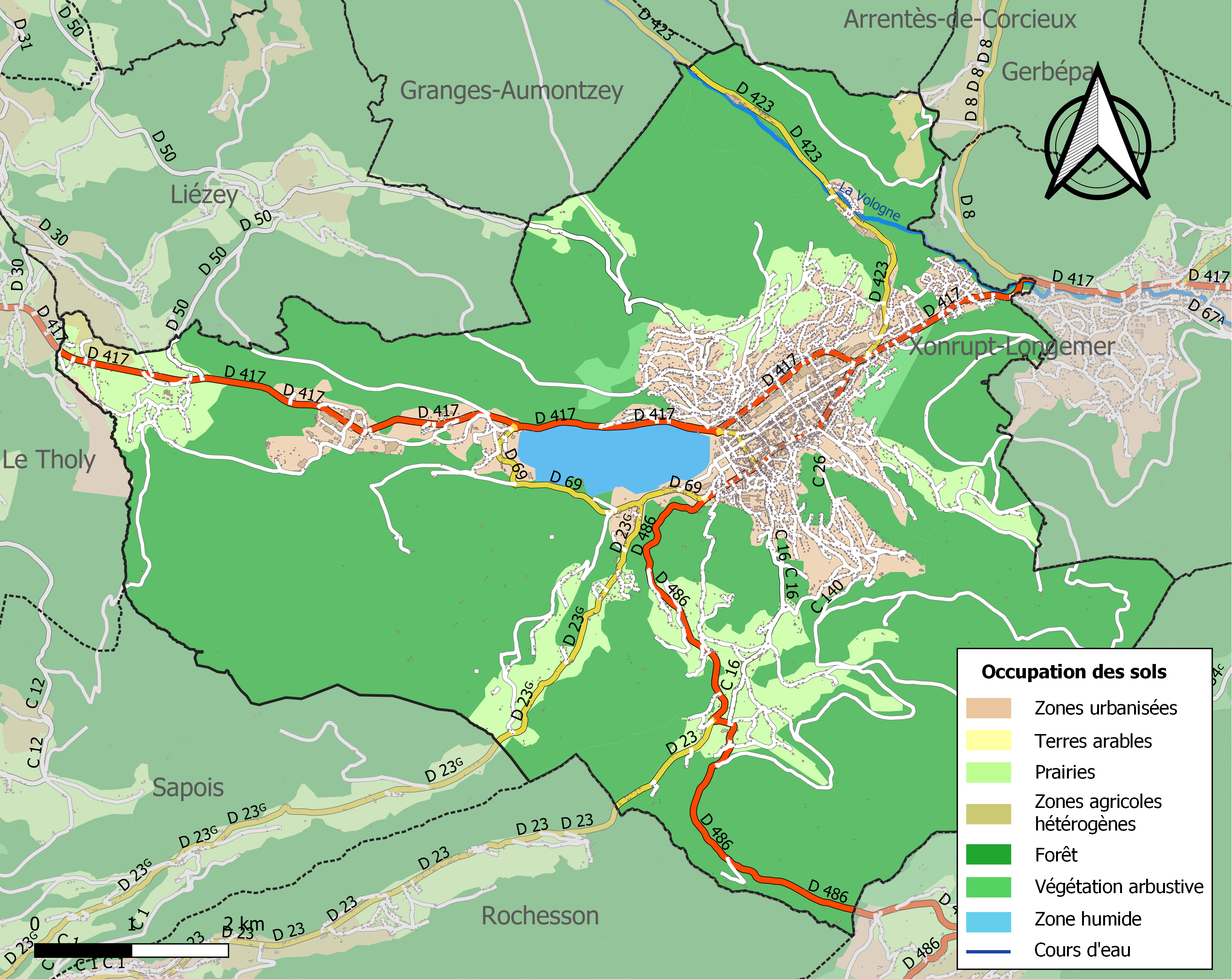
Carte des infrastructures et de l'occupation des sols de la commune en 2018 (CLC).

### Occupation des sols détaillée
Le tableau ci-dessous présente l'occupation des sols détaillée de la commune en 2018, telle qu'elle ressort de la base de données européenne d’occupation biophysique des sols Corine Land Cover (CLC).
| Type d’occupation                                                                   | Pourcentage | Superficie (en hectares) |
| ----------------------------------------------------------------------------------- | ----------- | ------------------------ |
| Tissu urbain discontinu                                                             | 10,6 %      | 592                      |
| Zones industrielles ou commerciales et installations publiques                      | 1,9 %       | 103                      |
| Extraction de matériaux                                                             | 0,04 %      | 2                        |
| Prairies et autres surfaces toujours en herbe                                       | 10,8 %      | 598                      |
| Surfaces essentiellement agricoles interrompues par des espaces naturels importants | 0,6 %       | 36                       |
| Forêts de conifères                                                                 | 67,0 %      | 3728                     |
| Forêts mélangées                                                                    | 5,4 %       | 298                      |
| Pelouses et pâturages naturels                                                      | 0,6 %       | 31                       |
| Forêt et végétation arbustive en mutation                                           | 1,0 %       | 56                       |
| Plans d'eau                                                                         | 2,1 %       | 117                      |
| Source : Corine Land Cover                                                          |             |                          |

### Morphologie urbaine
85 % des habitations de la ville ont été détruites lors des combats de la Libération en 1944, et seul un îlot du centre ville de 22 hectares a été épargné sur les 192 hectares urbanisés à cette époque.
Le plan de reconstruction et d’aménagement (PRA) de Gérardmer est confié en 1945 à l'architecte André Gutton et a été approuvé par le conseil municipal en 1946 et par un arrêté préfectoral en 1947, puis modifié partiellement en janvier 1952. La circulation est au centre des préoccupations, tout en s'attachant à appuyer la vision urbaine et touristique de la ville. La reconstruction s’achève dans les années 1960 laissant apparaître une ville renouvelée, homogène et spacieuse.

### Hameaux
- Les Bas-Rupts
- Le Beillard
- La Cercenée
- Le Cresson
- Les Hautes-Feignes
- La Goutte-des-Sats
- La Goutte-du-Chat
- Les Granges-Bas
- Les Gros-prés
- La Haie-Griselle
- Le Haut-du-Phény
- Les Hautes-Vannes
- Les Hauts-Rupts
- Kichompré
- Le Kertoff
- Les Xettes

### Habitat et logement
En 2019, le nombre total de logements dans la commune était de 7 290, alors qu'il était de 6 919 en 2014 et de 6 707 en 2009.
Parmi ces logements, 54,6 % étaient des résidences principales, 37,8 % des résidences secondaires et 7,5 % des logements vacants. Ces logements étaient pour 42,9 % d'entre eux des maisons individuelles et pour 56,7 % des appartements.
Le tableau ci-dessous présente la typologie des logements à Gérardmer en 2019 en comparaison avec celle des Vosges et de la France entière. Une caractéristique marquante du parc de logements est ainsi une proportion de résidences secondaires et logements occasionnels (37,8 %) supérieure à celle du département (9,7 %) et à celle de la France entière (9,7 %). Concernant le statut d'occupation de ces logements, 55,6 % des habitants de la commune sont propriétaires de leur logement (55 % en 2014), contre 64,1 % pour les Vosges et 57,5 pour la France entière.
| Typologie                                               | Gérardmer | Vosges | France entière |
| ------------------------------------------------------- | --------- | ------ | -------------- |
| Résidences principales (en %)                           | 54,6      | 78,9   | 82,1           |
| Résidences secondaires et logements occasionnels (en %) | 37,8      | 9,7    | 9,7            |
| Logements vacants (en %)                                | 7,5       | 11,3   | 8,2            |

### Projets d'aménagements
Le plan d'occupation des sols (POS) de la commune de Gérardmer a été élaboré en 1979 et a depuis été légèrement modifié à trois reprises. Il nécessitait une adaptation au contexte et à la croissance urbaine que connaît la commune.
La municipalité a donc décidé d'élaborer un plan local d'urbanisme (PLU) correspondant aux enjeux que sont l’attractivité économique, le développement durable, l’environnement ainsi que la mixité sociale et urbaine. Les principaux objectifs de ce plan local d’urbanisme se trouvent dans le projet d'aménagement et de développement durable (PADD).

## Toponymie
Le toponyme est attesté sous les formes,, :
| - Geramer, 1285 - Giramoix, 1343 - Giralmeiz, XIVe siècle - Giralmeix, XIVe siècle - Giralmer, 1418 - Geroltsze, 1426 - Geroltsehe, 1484 - Geroltzsee, 1484 - Giramer, 1493 - Giralmei, 1549 - Gyraulmey, 1556 - Girardmer, 1565 - Gerardmer, Girameix, Gerameix, 1567 | - Giraulmeix, 1569 - Giraulmer, 1571 - Giraumeix, 1580 - Gerentsee, 1580 - Gerolt See, 1588 - Giradmer, 1594 - Girardmer, 1596 - Giraumey ou Girarmer, 1656 - Jerosmé, 1663 - Gérarmer, Gerardi Mare, 1768 - Gérardmer, appelé vulgairement Giraumeix, 1779 |

Anciennes dénominations allemandes : Gerhardsee, Gerhardmeer, Gerdsee/Gertsee, Geroldsee, See (der) signifiant « lac » en allemand moderne.
Les formes anciennes antérieures à celle de 1565 montrent que le premier élément Gérard- représente en réalité le nom de personne Giraud, variante populaire de Géraud,. La forme germanique initiale de l'anthroponyme est Ger(w)ald, qui a donné Giraud / Géraud en français et Gerold en allemand, qui implique d'ailleurs le même anthroponyme. La confusion avec le nom de personne Gérard s'est effectuée à la fin du XVIe siècle. On retrouve ce nom de Géraud dans Gérauvilliers (Meuse, Girauviller 1338).
En ce qui concerne le second élément -mer, il est fréquent d'entendre deux prononciations, même parmi des populations vosgiennes : [ʒeʁaʁmɛːʁ] ou [ʒeʁaʁme]. L'étymologie et l'histoire dialectale ne justifient que la seconde prononciation pour désigner les habitations et le centre ancien. En dialecte des hautes vallées, mô signifie « mer », et moué signifie « maison avec champ cultivé ».
Il s'agit d'un couple toponymique comme il en existe ailleurs dans la toponymie. Il y a bien selon les formes anciennes et les formes dialectales deux toponymes distincts à l'origine, l'un désignant le village et l'autre le lac. À titre de comparaison, on trouve en Normandie par exemple Gatteville-le-Phare et son étang de Gattemare ou Illeville-sur-Montfort et sa mare d’Illemare.
- m(ou)é est la forme dialectale de meix (meis), attesté dans les formes anciennes (par exemple Giralmeix au XIVe siècle), mot issu du gallo-roman MASU, lui-même du latin tardif mansus > gallo-roman MASU, dérivé MASIO(N) « maison » et que l'on retrouve parfois sous la forme -metz en toponymie[27] Il désigne un domaine, soit au moins une grande maison avec dépendances, jardin, prés, bois.
- mô(r) ou mer a le sens générique de « lac, étendue d'eau » et est d'origine germanique, de même que l'ordre déterminant-déterminé (Gérard-mer) qui reflète une influence syntaxique du germanique. En effet, -mer est attesté en vieux haut allemand mari / meri « lac », correspondant du vieux bas francique *meri « lac, étendue d'eau » (cf. néerlandais meer), du vieux saxon meri, gotique mari-, marei, du vieux norrois marr (suédois mar-, français mare). Ils procèdent d'un germanique commun *mari, lui-même issu de l'indo-européen *mori. L'indo-européen explique aussi l'origine du latin mare « mer » (italien mare, français mer), du vieux celtique *mori « mer » (gaulois mori-, more; irlandais muir; gallois môr; breton mor), vieux slavon morje[31],[32]. L'appellatif toponymique d'origine germanique -mer est aussi attesté çà et là, de manière sporadique, dans le nord de la France (cf. Cambremer, Mortemer, etc.).

Les habitants de la vallée, lorsqu'ils désignent les lacs, disent bien :
- Longemô pour Longemer, anciennement Longuemer, car c'est un lac tout en longueur[33],
- R'tôn mô pour Retournemer, anciennement Retondemer, signifie « lac de forme arrondie », d'où la forme dialectale R'tôn mô, altéré en Retournemer, car ce lac est situé dans un cul-de-sac, pour revenir dans la vallée, il faut faire demi-tour, d'où Retourne-[33]. Il s'agit bien d'une ancienne opposition toponymique entre le « lac long » et le « lac rond ».

En revanche, dans le cas de Gérardmer, seules les formes Girômoué avec ses variantes Girômé, Giromé, Djiraumé désignant localement le village ont subsisté dialectalement, alors que la forme savante et alternative Gérardmer, avec -mer désignant à l'origine le lac, s'est imposée officiellement. Les habitants de Gérardmer perçoivent le nom dialectal Girômoué, Girômé, Giromé, Djiraumé comme signifiant « jardin de Gérard », car moué / meix / mé a fini par désigner, au sens dialectal restreint, « un grand jardin ou un champ, où une variété de plantes est cultivée ». Le sens de « jardin » renverrait donc plutôt ici à celui de propriété, de domaine ou de fief.
On notera que des travaux récents contestent l'origine de l'appellation Gérardmer comme se rapportant à une propriété de Gérard d'Alsace.

## Histoire

### Moyen Âge

#### Gérard d'Alsace
Jadis, certains érudits ont cru reconnaître dans Gérardmer le nom de personne Gérard qu'ils ont identifié comme étant Gérard Ier de Lorraine (dit Gérard d'Alsace), relation souvent faite par les Gérômois eux-mêmes.
La première mention de ce domaine habité apparait dans un document écrit officiel en 1285 du duc Ferry III de Lorraine créant une « ville neuve » sur le territoire des « lieux-dits de Géramer et Longe-mer », sous la forme Geramer et non pas Gerarmer.
Les historiens lorrains, déjà depuis la fin du XIXe siècle, n'accordent que peu de crédit à cette interprétation,,,. En effet, l'acte de Ferry III est signé presque 240 ans après que Gérard Ier a accédé au titre de duc de Lorraine. Ensuite, comme le montrent les formes anciennes régulièrement attestées du toponyme Gérardmer, il s'agit d'un ancien Giraumer, altéré en Girarmer (Girard forme populaire de Gérard) seulement à partir du XVIe siècle. Par ailleurs, si, en l'absence de documents écrits, certains érudits locaux ont tout de même fait écho à l'opinion commune et ont maintenu cette relation entre Gérard Ier de Lorraine et la toponymie gérômoise. Il reste que les sources archéologiques et écrites sont nettement insuffisantes, comme le montre Christophe Masutti dans une synthèse générale. Tout au plus, et sans pouvoir l'affirmer avec certitude, la référence au patronyme Gérard pourrait relever de l'influence du patronage de saint Gérard (Gérard de Toul), étant donné le double patronage historiquement attesté de la ville à saint Gérard et saint Barthélémy (le second a prévalu dans un passé récent),. Christophe Masutti montre que cette attribution est surtout le fait d'une controverse ancienne, remontant au XVIIIe siècle, entre les moines Hugo d'Étival et au sujet de la fondation de Gérardmer et du rôle de Bilon, serviteur de Gérard d'Alsace, retiré sur les bords du lac de Longemer. Hugo d'Étival était partisan de la mémoire du duc Gérard d'Alsace, Benoît de Toul préférait une interprétation en faveur de la célébration de saint Gérard.
Si l'on confronte ces interprétations aux faits, pour tous les historiens locaux depuis le XIXe siècle, il importe de se demander comment attester la référence à Gérard d'Alsace.Pour reprendre les termes de l'historien lorrain Henri Lepage, c'est une « légende » qui attribuerait à Gérard d'Alsace la construction, sur le territoire de Gérardmer, d'un château, d'une tour ou bien d'un simple relais de chasse. Or, non seulement aucune source ne peut corroborer cette interprétation mais elle proviendrait en réalité d'un article écrit par le docteur J.-B. Jacquot en 1826, la première fois où serait mentionnée dans l'historiographie locale l'existence supposée d'une construction ducale à Gérardmer. La source documentaire en serait un extrait d’une chronique manuscrite de Dom Ruinart en 1696, imprimée en 1724 (extrait reproduit, identifié et commenté par Christophe Masutti). En effet, dans son Voyage d'Alsace et de Lorraine, Dom Ruinart raconte son trajet de Remiremont à Champ-le-Duc et mentionne un château au moment de franchir la Vologne : « Le 2 octobre, nous traversâmes la Vologne, qui, réunie au ruisseau sorti du lac de Gérardmer, nourrit de petites huîtres renfermant des perles. Sur le sommet de la montagne qui domine la rivière, se dresse le vieux château qu’habitaient les ducs de Lorraine, quand ils faisaient pêcher des perles. De là nous allâmes à Champ, remarquable par son ancienne Église, dont on attribue la construction à Charlemagne, et après avoir traversé Bruyères, nous entrâmes dans les forêts. ». La confusion serait le résultat d’une mauvaise traduction du texte qui, loin de situer à Gérardmer un «château» de Gérard d’Alsace, fait en réalité référence à Château-sur-Perles, construit par René II Duc de Lorraine en 1474, entre Docelles et Cheniménil,.

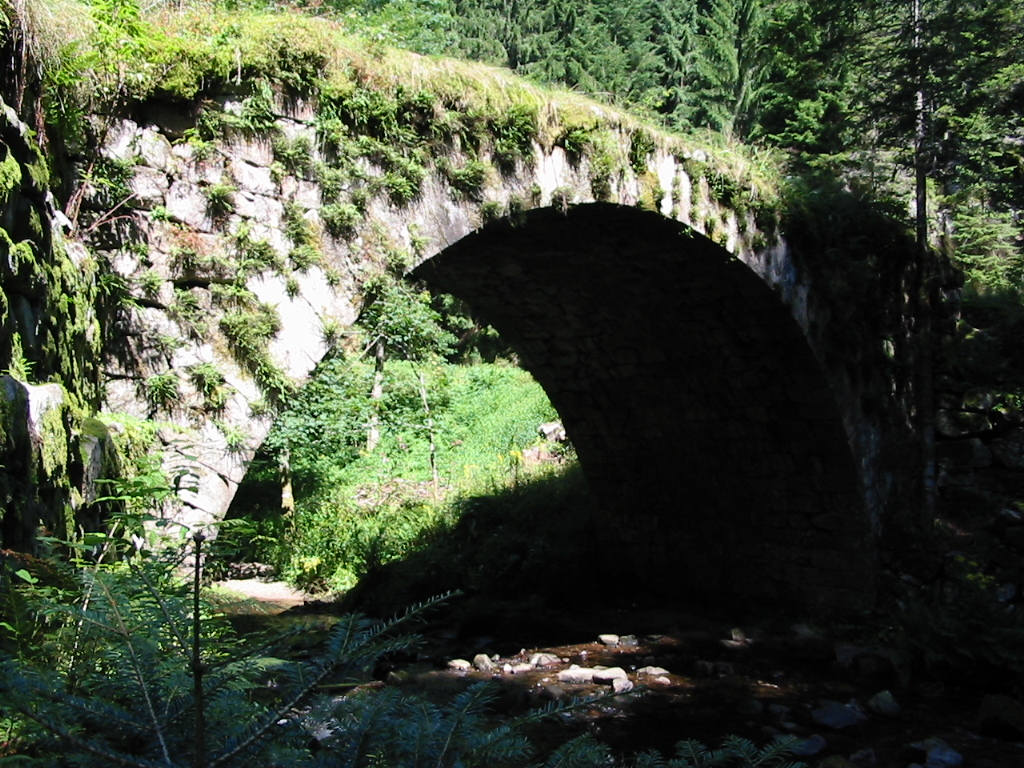
Le Pont des Fées,.

Enfin, plus généralement, l'altération d'un toponyme devenu opaque est souvent motivée par l'attitude qui consiste à vouloir rattacher tout ou partie du nom à un évènement ou à un personnage.

#### Création de la ville
Les premiers habitants qui vinrent s'installer à Gérardmer, ne vivaient que des produits de la chasse et de la pêche. Ils se fixèrent sur la rive orientale du lac, au bord de la Jamagne. Des vestiges d'anciennes constructions qui remontent à l'an 1500 l'attestent.
La première mention de Gérardmer remonterait donc à 1285 dans un acte de cession de terres de Ferry III, duc de Lorraine, à Conrad Wernher, sire de Hadstatt.
L'histoire ancienne de Gérardmer est liée au duché de Lorraine et à l'Abbaye de Remiremont, dont les Chanoines gouvernèrent longtemps les lieux. Gérardmer, communauté vivante et animée par un marché annuel de beurre et fromage, demeure longtemps un écart de la grande paroisse Saint-Jacques-du-Stat, puis de celle de Corcieux avant d'acquérir son autonomie à l'époque classique. C'est en 1540 que la ville est érigée en paroisse ; elle compte alors intra muros environ 150 habitants.

### Époque moderne
En 1751, Gérardmer fait partie du bailliage de Remiremont et, lors de la Révolution française en 1790, devient chef-lieu de canton du district de Bruyères.

### Époque contemporaine
En 1838 est créée la commune de Liézey par détachement de Gérardmer, de Champdray et de Granges-sur-Vologne.
La ville a utilisé à partir de 1866 un blason jusqu'en 1891 date à laquelle le blason original (de gueule au Cerf d'argent) a été trouvé sur des documents officiels.

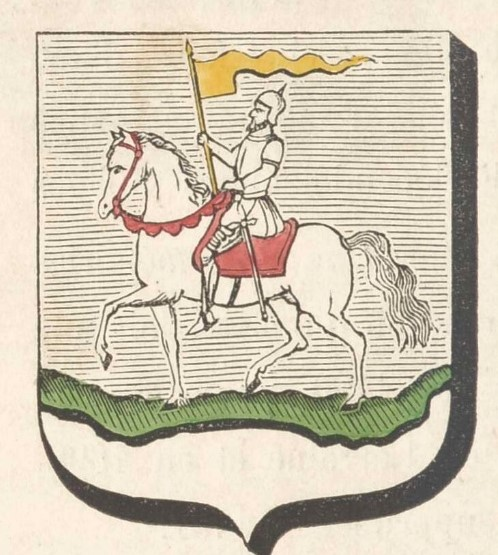
Attribué à la ville en 1866, ce blason d'azur, au chevalier vêtu d'argent, monté sur un cheval de même, harnaché de gueules, le chevalier tenant une oriflamme d'or ; le tout posé sur un tertre de sinople, au-dessus d'un lac. Créé en souvenir que Gérardmer fut créée par Gérard d'Alsace.

Une ère nouvelle débute avec l'arrivée du chemin de fer dont le tronçon Granges Gérardmer a été terminé en juin 1878.
Le tourisme s'ouvre alors notamment aux Parisiens et aux bourgeois fortunés de Lorraine.
L'annexion de l'Alsace-Lorraine par l'Allemagne en 1871 voit aussi l'arrivée d'industriels alsaciens qui participent à l'essor de l'industrie textile.
La Seconde Guerre mondiale a eu des conséquences plus négatives avec son lot de destructions.
Historiquement, les premières structures en France à accueillir des touristes et à se charger de l'organisation du tourisme sont l'Union syndicale de la ville de Pau, créée en 1859, et devenue Syndicat d'initiative en 1903 et... le "Comité des promenades de la ville de Gérardmer", créé en juillet 1875, devenu office de tourisme. Le surnom de « Perle des Vosges » aide à rendre populaire la station, que les Parisiens, notamment, gagnent par le train.
Le chemin de fer arrive à Gérardmer en 1878 avec la création de la gare de Gérardmer, terminus d'une ligne formant un embranchement à Laveline-devant-Bruyères sur la ligne d'Arches à Saint-Dié.
S'y rajoutent bientôt deux lignes de chemin de fer secondaire :
- le Tramway de Gérardmer, ligne ouverte en 1897 qui dessert le lac de Retournemer, le col de la Schlucht et se termine au Hohneck. Cette ligne à vocation touristique a été exploitée jusqu'en 1939 ;
- le Tramway de Remiremont à Gérardmer, ligne ouverte en 1900 et fermée en 1935.

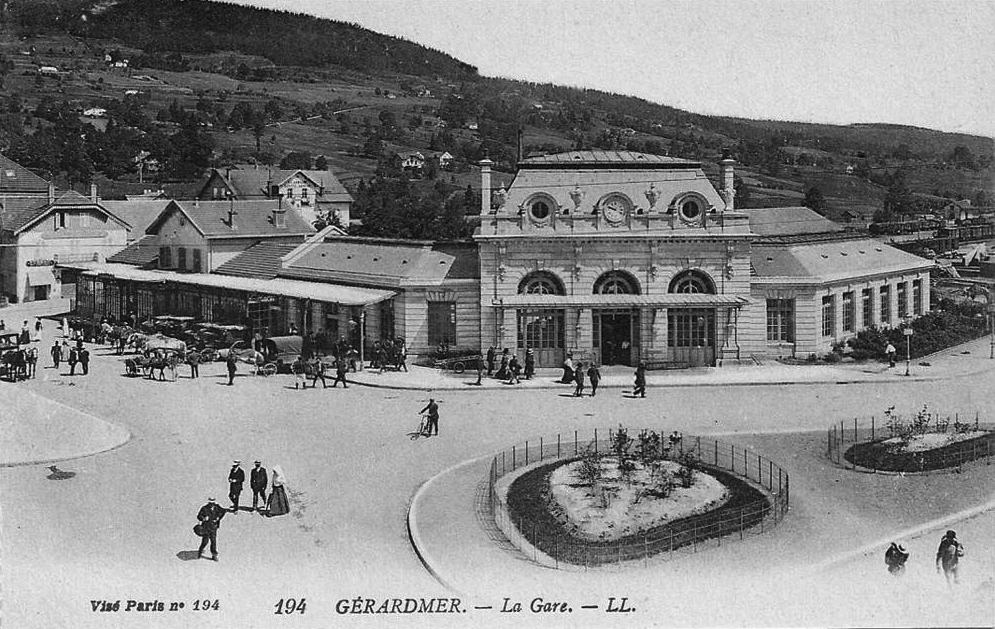
La gare de Gérardmer, pendant la Première Guerre mondiale, à l'époque de son exploitation par la Compagnie des chemins de fer de l'Est.
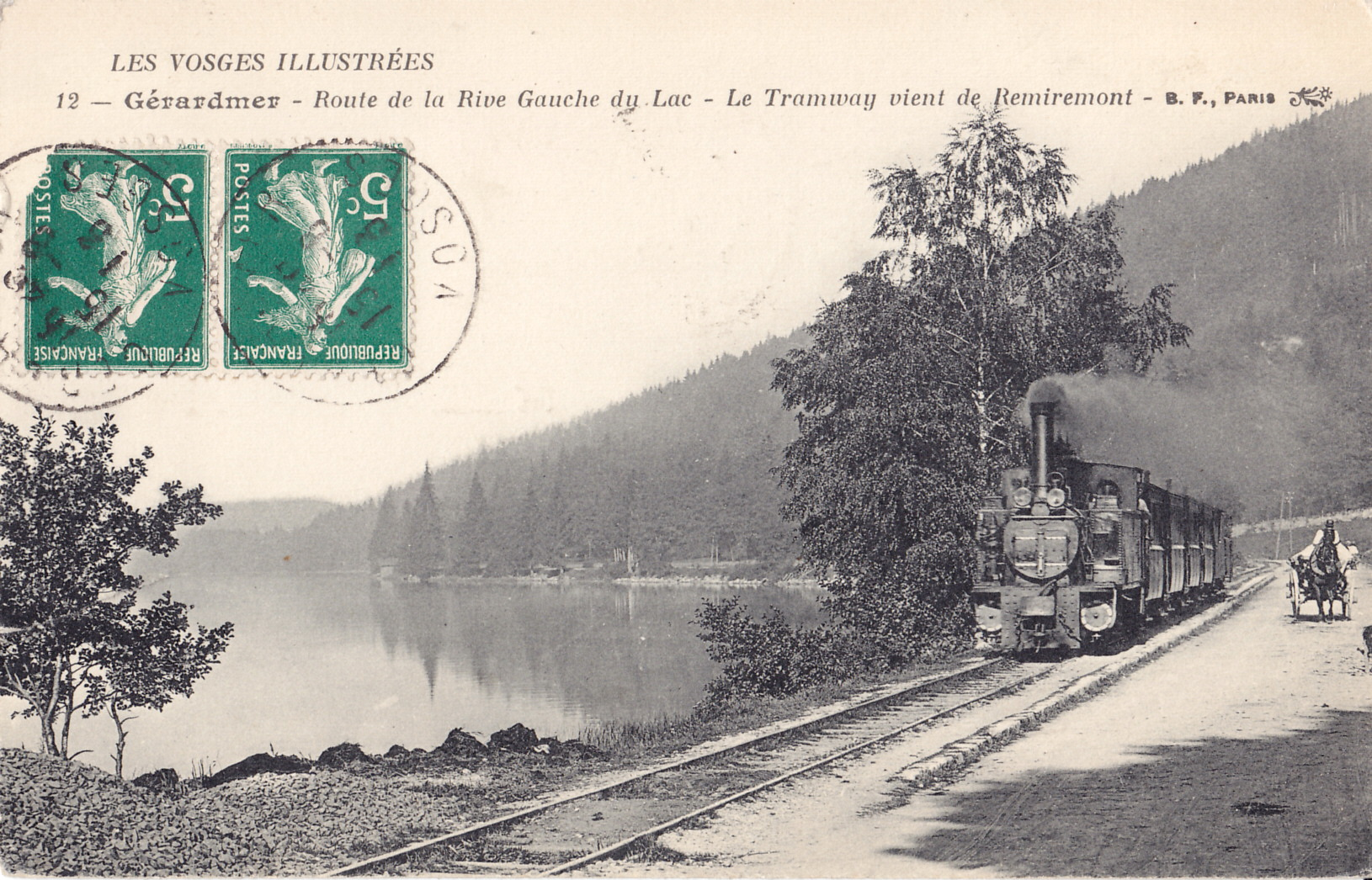
Tramway de Remiremont à Gérardmer le long de la rive gauche du lac de Gérardmer, vers 1910
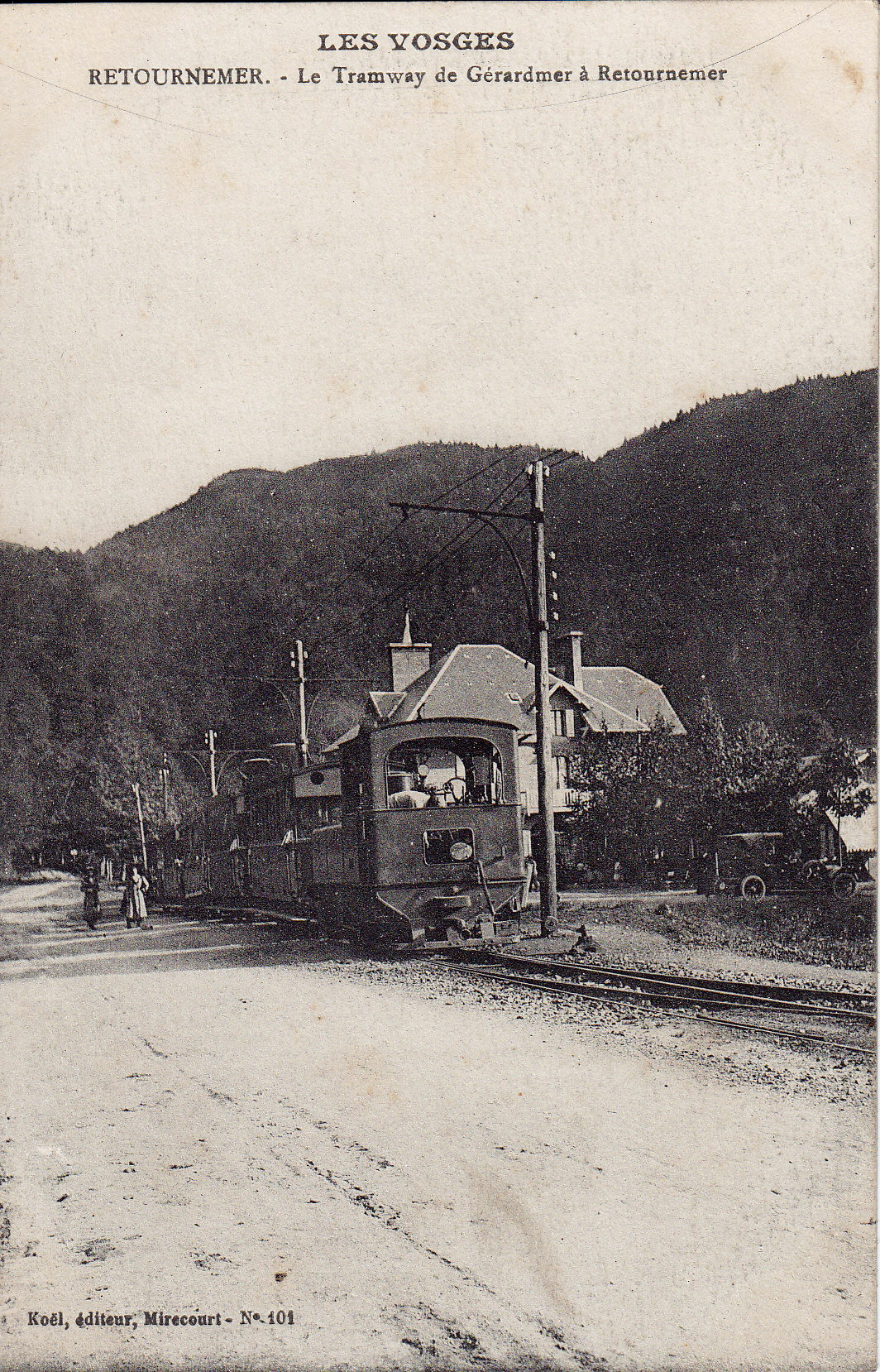
Tramway de Gérardmer, à la même époque à Retournemer
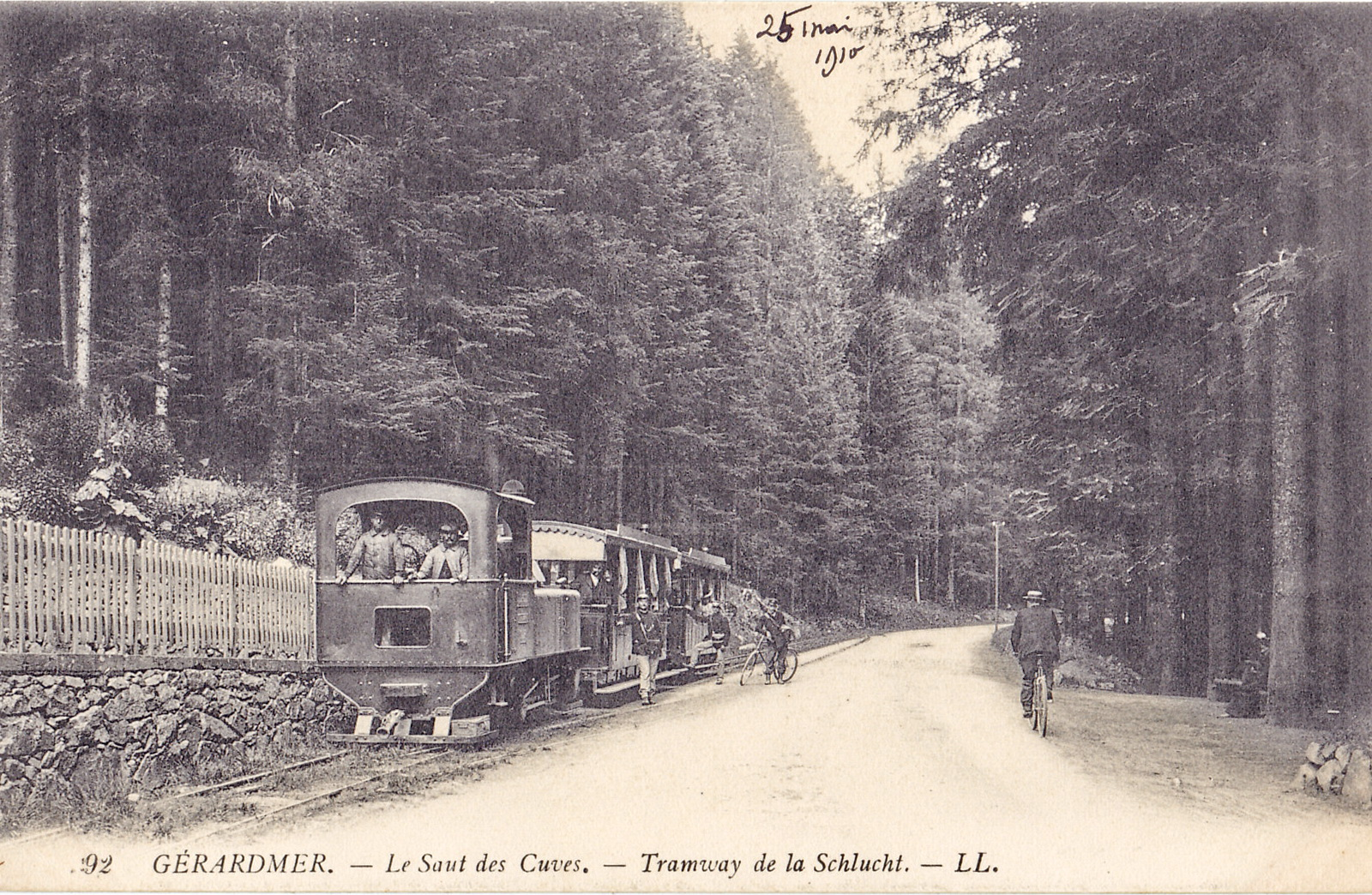
Le Saut des Cuves[53] - Tramway de la Schlucht (fonds photographique Ad. Weick).

#### Gérardmer au début duXXesiècle

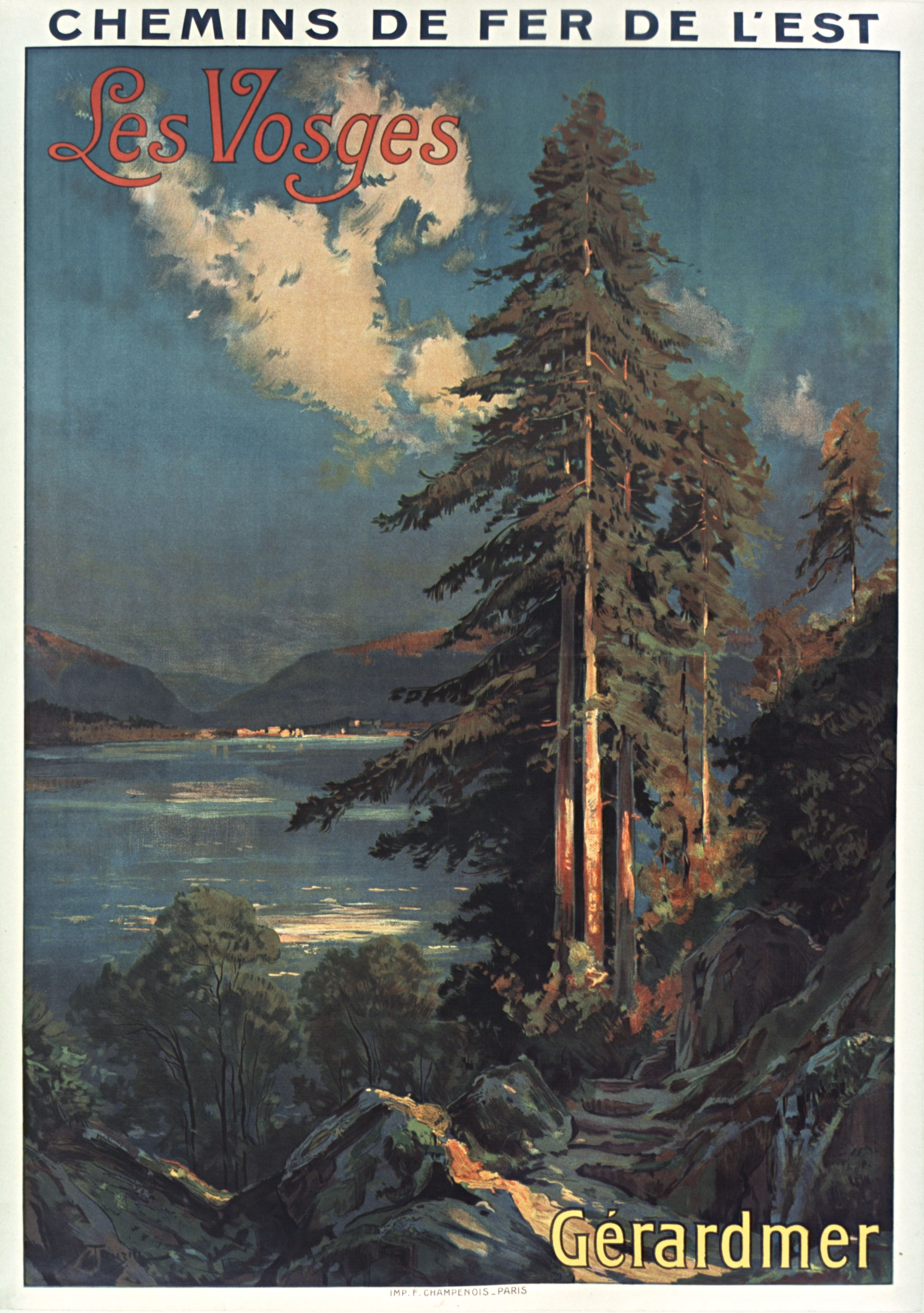
Affiche de Louis Tauzin (1900).

Proche de la frontière depuis l'annexion de l'Alsace-Lorraine par les Allemands en 1871, Gérardmer devient une ville de garnison française à partir de 1905 ; une caserne est construite (quartier Kléber) pour y loger le 152e régiment d'infanterie.
Après la Première Guerre mondiale est créée la commune de Xonrupt-Longemer en 1919, par détachement de Gérardmer.
En 1922, Gérardmer est candidate infructueuse à l'organisation des Jeux olympiques d'hiver de 1924 face à Chamonix et Luchon.

#### Gérardmer et laSeconde Guerre mondiale
Lors de la bataille de France, Gérardmer est prise le 22 juin 1940 par l'armée allemande. C'est au cours de ces combats que l'église de la ville sera détruite par incendie lors de l'explosion d'un camion stationné à proximité, touché par un obus d'artillerie.
À la fin de la guerre en novembre 1944, la ville, comme de nombreuses localités vosgiennes, est traversée par le Schutzwall West. Elle est la cible de tirs d'artillerie alliés et subit une politique de la terre brûlée des Allemands.
Ainsi dès le 2 novembre, de violents tirs sur le Bas-du-Xetté sont effectués le soir. Trois maisons sont touchées et rendues inhabitables.
Le 3 novembre matin, reprise des bombardements. La place du Tilleul et d'autres quartiers sont pris pour cible. De nouveau de nombreuses maisons fortement endommagées.
Le lendemain, intensification des tirs d'artillerie débutés depuis une trentaine d'heures.
Le 5 novembre, les habitants qui sont régulièrement sous les bombes depuis plus d'un mois, se sont installés dans les caves. La Kommandantur autorise les bouchers à récupérer les nombreux cadavres de chevaux tués pour en faire bénéficier la population.
600 Gérômois prennent à pied le chemin de l'Alsace, réquisitionnés pour aller travailler plus à l'est voire en Allemagne.
Le 11 novembre 1944, les troupes d'occupation mettent toutes les installations industrielles hors de service, et, le 16 novembre 1944, après avoir parqué la population dans un ilot restreint de la cité, les Allemands mettent le feu aux maisons. Trois jours durant les incendies consumaient toute la localité, sans rien épargner. Les incendies continuent un peu partout le lendemain, et, des dynamitages sont effectués. Le soir, tout Gérardmer brûle, la ville est recouverte d'un épais nuage noir. Ce qui ne brûle pas explose. Les réservoirs d'eau de la ville sont détruits, comme le transformateur électrique. Il n'y a donc plus d'électricité, ni d'eau courante à Gérardmer. La Kommandantur quitte la ville dans la soirée, suivant ainsi le général Schiel et son état-major, partis dans la nuit du 15 au 16 novembre.
Le matin du 18 novembre, un groupe de choc sillonne Gérardmer, armes automatiques au poing. Et d'autres éléments mettent le feu dans les maisons qui n'ont pas encore été assez détruites. L'après-midi, plus aucun soldat allemand n'est présent à Gérardmer. Les civils circulent librement et constatent les dégâts opérés par si peu d'hommes et en si peu de temps.
Le dimanche 19 novembre 1944, Gérardmer n'est plus qu'un amas de ruines fumantes. Vers 14 h, les premiers soldats français arrivent et se rendent à l'hôtel-de-ville. 85 % de la ville est détruit lors de la fuite allemande.
La commune a été décorée, le 11 novembre 1948, de la Croix de guerre 1939-1945 avec étoile de vermeil.
Émile Duguet a été reconnu Juste parmi les Nations, dirigeait le home pour enfants « La Maison Joyeuse » de Gérardmer. Il y hébergea Hélène Fuchs et sa fille Mireille, dont la famille juive a été déportée par les Nazis, Pierre Wolff et quatre membres de la famille Haenel.

##### Les jugements après-guerre
Le 6 février 1948, le major allemand Grauer est condamné à 15 ans de travaux forcés pour sa participation à la destruction de Gérardmer en novembre 1944. En 1949, la cour d'appel de Metz renvoie devant le tribunal spécial des criminels de guerre à Paris les quatre généraux responsables de la destruction de Gérardmer : Erich Petersen, Otto Schiel, Hermann Balck et Heinrich Wiese. Hermann Balck et Heinrich Wiese sont alors en fuite, leurs jugements sont donc prévus par contumace. En janvier 1950, ces deux derniers sont détenus par les Américains qui refusent leurs extraditions. Dès le début du procès, les deux présents, Erich Petersen et Otto Schiel, nient leurs responsabilités quant à la déportation des habitants de Gérardmer. Le 21 janvier 1950, Balck est condamné par contumace à vingt ans de travaux forcés, et vingt ans d'interdiction de séjour; Petersen, Schiel et Wiese sont acquittés.

#### Après-guerre
La majorité des bâtiments du XIXe siècle ont ainsi été détruits. Concernant les hôtels, seul un de l'époque subsiste encore de nos jours, fondé en 1860. La gare de style Belle Époque survit aux incendies mais est détruite dans les années 1960 pour laisser place à un bâtiment moderne, reconverti en 1988 en office du tourisme. Cette gare était desservie, jusque dans les années 1980, par des trains directs saisonniers Paris – Gérardmer. Désormais, des autocars relient la ville à Remiremont et Épinal, en correspondance avec les TER et les TGV. Un projet de réouverture de la ligne a fait l'objet d'une étude en 2008 ; il est notamment défendu par l'association « Train Gérardmer Vologne Vosges », mais le problème du financement reste posé.

## Politique et administration

### Rattachements administratifs et électoraux
La commune se trouve dans l'arrondissement de Saint-Dié-des-Vosges du département des Vosges. Pour l'élection des députés, elle fait partie depuis 1988 de la troisième circonscription des Vosges.
Elle était depuis 1793 le chef-lieu du canton de Gérardmer. Dans le cadre du redécoupage cantonal de 2014 en France, ce canton, qui n'est plus qu'une circonscription électorale, et dont la commune est toujours membre, est modifié, passant de 3 à 17 communes.

### Intercommunalité
Le 1er janvier 2004, la communauté de communes des Lacs et des Hauts-Rupts est créée entre Gérardmer et quatre communes voisines.
Le 1er janvier 2014, quatre autres communes les rejoignent,. Le nouvel EPCI change de nom le 3 mars 2014 pour devenir la « communauté de communes de Gérardmer-Monts et Vallées ».
Cette intercommunalité fusionne avec deux autres EPCI pour former le 1er janvier 2017 la communauté de communes des Hautes Vosges dont Gérardmer est le siège.
Le 1er janvier 2022, l'intercommunalité scissionne et la communauté de communes Gérardmer Hautes Vosges (CCGHV) voit le jour.

### Tendances politiques et résultats
Lors du 2e tour de l'élection présidentielle de 2017, Emmanuel Macron (En marche!) est en tête des suffrages exprimés à Gérardmer avec 71,17 % des voix. Marine Le Pen (Front national) se place en deuxième position avec 28,83 % des voix. Emmanuel Macron (En Marche!) était également en tête dans la commune de Gérardmer après le 1er tour et avait recueilli 23,59 % des votes. On note un vote blanc à hauteur de 8,62 % chez les votants.
Lors du premier tour des Élections municipales de 2020 dans les Vosges, la liste (DVG) menée par le maire sortant Stessy Speissmann (PS) est en tête avec 43,4 % des suffrages exprimés, laissant prévoir une triangulaire au second tour.

### Administration municipale
Le nombre d'habitants au dernier recensement étant compris entre 5 000 et 9 999, le nombre de membres du conseil municipal est de 29.

### Liste des maires
| Période       | Période                        | Identité                    | Étiquette          | Qualité |
| ------------- | ------------------------------ | --------------------------- | ------------------ | --- |
| 1900          | 30 avril 1906                  | Maximilien Kelsch           | Républicain modéré | Industriel blanchisseur Député des Vosges (1898 → 1902) Conseiller général du canton de Gérardmer (1894 → 1906) Décédé en fonction |
| mai 1906      | mai 1912                       | Victor Valentin             |                    | |
| mai 1912      | mars 1923                      | Maurice Briffaut            | Rad.               | Médecin Conseiller général du canton de Gérardmer (1919 → 1924)                                                                    |
| mars 1923     | 1929                           | Paul Charton                |                    | |
| 1929          | 1935                           | Paul Jacques                |                    | Hôtelier |
| mai 1935      | décembre 1944                  | Paul Boucher (1884-1973)    |                    | Industriel Officier de la Légion d'honneur                                                                                         |
| décembre 1944 | mai 1945                       | Dr. Fonvielle               |                    | |
| mai 1945      | octobre 1947                   | Émile Houot                 |                    | |
| octobre 1947  | mars 1959                      | Jean Delacroix              |                    | |
| mars 1959     | mars 1965                      | Camille Méline              | DVD                | Vétérinaire Conseiller général du canton de Gérardmer (1945 → 1967)                                                                |
| mars 1965     | mars 1977                      | Gérard Gille (1922-2007)    | PCF                | Employé textile |
| mars 1977     | mars 1983                      | Suzanne Rattaire            | SE                 | Fonctionnaire |
| mars 1983     | mars 1989                      | Pierre Cuny(1926-2013)      | RPR                | Entrepreneur |
| mars 1989     | mars 1997                      | M. Claude Boulay(1930-2017) | PCF                | Employé textile Conseiller général du canton de Gérardmer (1979 → 1985) Élection invalidée par le Conseil d'État                   |
| mars 1997     | 2014                           | Jean-Paul Lambert           | PS                 | Fonctionnaire |
| 2014          | En cours(au 1er décembre 2020) | M. Stessy Speissmann Mozas  | PS                 | Enseignant de mathématiques Conseiller régional de Lorraine (2010 → 2015)                                                          |

### Distinctions et labels
Trois fleurs ont été attribuées par le Conseil National des Villes et Villages Fleuris de France au Concours des villes et villages fleuris.

## Finances communales

### Budget et fiscalité 2023

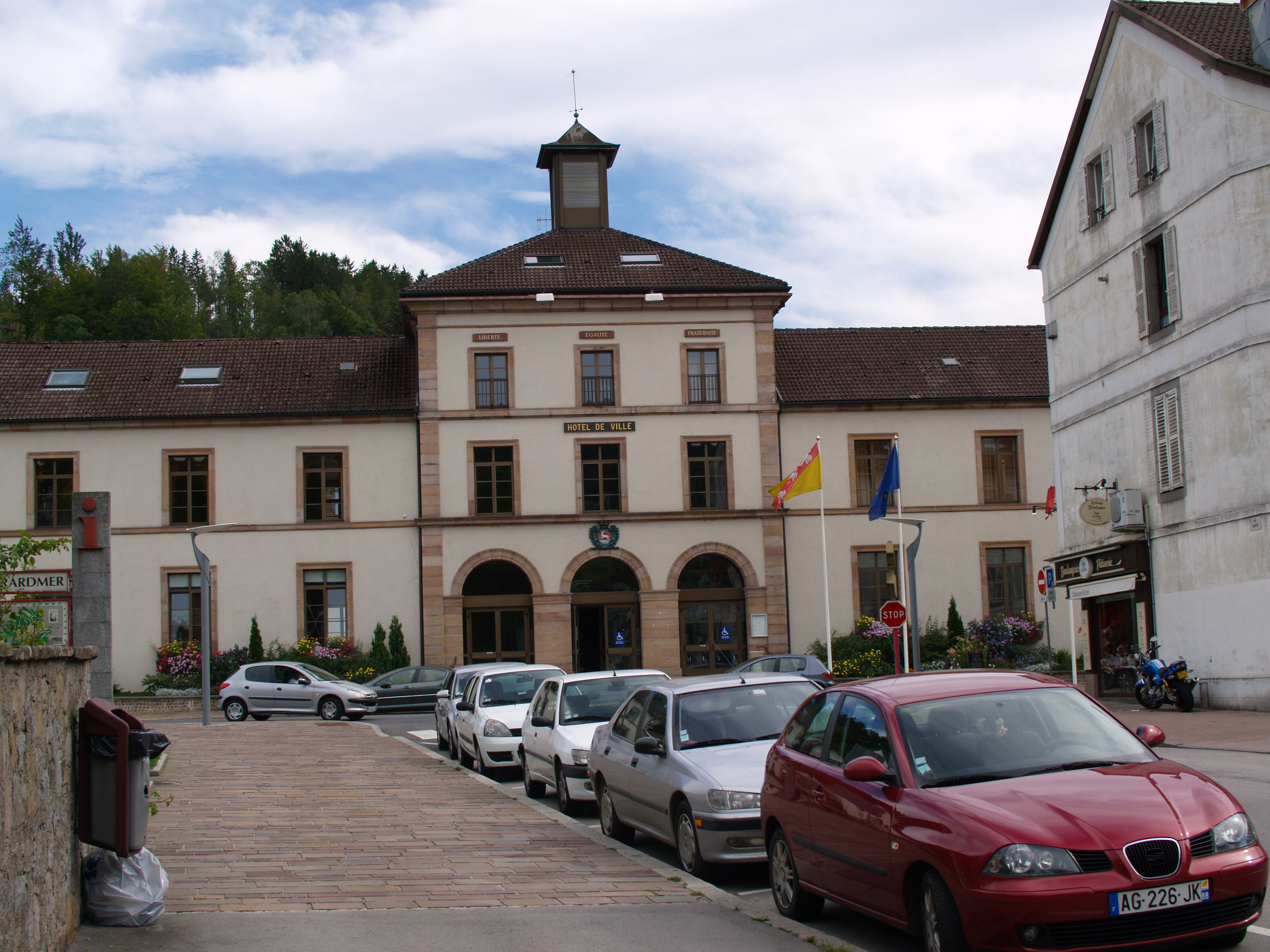
L'hôtel de ville.

En 2023, le budget de la commune était constitué ainsi :
- total des produits de fonctionnement : 19 016 000 €, soit 2 253 € par habitant ;
- total des charges de fonctionnement : 16 252 000 €, soit 1 925 € par habitant ;
- total des ressources d'investissement : 4 911 000 €, soit 582 € par habitant ;
- total des emplois d'investissement : 3 419 000 €, soit 405 € par habitant ;
- endettement : 219 236 000 €, soit 2 515 € par habitant.

Avec les taux de fiscalité suivants :
- taxe d'habitation : 28,15 % ;
- taxe foncière sur les propriétés bâties : 44,27 % ;
- taxe foncière sur les propriétés non bâties : 40,48 % ;
- taxe additionnelle à la taxe foncière sur les propriétés non bâties : 38,75 % ;
- cotisation foncière des entreprises : 23,11 %.

## Équipements et services publics

### Enseignement
En 2013, la commune administre cinq écoles maternelles et six écoles élémentaires communales et dispose d'une école élémentaire privée.
Toujours en 2013, le département gère un collège : le collège la Haie Griselle et la région trois lycées : le lycée général la Haie Griselle, le lycée professionnel Pierre-Gilles-de-Gennes et le lycée des métiers de l'hôtellerie et de la restauration JBS-Chardin : lycée technologique et lycée professionnel.
Un centre de formation d'apprentis papetiers a été créé au cœur de la première région papetière de France (une trentaine de sites industriels dans le Grand Est de la France). Les formations proposées sont de niveau IV (niveau baccalauréat professionnel : Bac pro papetier) et de niveau III (BTS des industries papetières et un CQP de maintenance en papeterie).
La cité scolaire est située à flanc de coteau à environ 700 m d'altitude. C'est en 1949 que monsieur Guitton, architecte en chef des bâtiments civils est nommé architecte en chef du lycée climatique de Gérardmer. Les premiers travaux commencent en 1951 et, à la rentrée de Pâques 1954, quatre classes sont logées dans le nouveau bâtiment. Le lycée ouvre ses portes à toutes les classes à la rentrée de septembre 1954. Le lycée est aussi dénommé lycée climatique car il accueille des élèves souffrant d'affections respiratoires, en particulier l'asthme (cette particularité sera abandonnée dans les années 1970). Deux ans plus tard, 80 « pionniers » prennent possession de l'internat de la Haie Griselle. Le bâtiment cuisine-réfectoire est achevé en 1957, suivi de peu par le plateau d'éducation physique et les autres bâtiments en 1958-1959. Dans les années 1970, le lycée fait place à deux entités administratives, le lycée et le collège, mais préserve sa vocation de cité scolaire, avec des équipes administratives et éducatives communes. Depuis 1995, un nouveau bâtiment remplace les antiques préfabriqués, à l'usage des lycéens. En l'an 1999, s'achèvent également l'extension du restaurant scolaire et la restructuration de la cuisine. Le lycée-collège La Haie-Griselle est désormais destiné à un enseignement général délivrant des baccalauréats généraux (S, ES et L) et dispose notamment de sections sportives, dont la réputée section ski-étude.
Le lycée des métiers de l'hôtellerie et de la restauration a été ouvert en 1942, comprenant initialement des sections habillement et commerce. La section cuisine date de 1956, les sections restaurant et pâtisserie de 1962 et 1971. L'établissement a été baptisé en 2006 du nom de Jean-Baptiste-Siméon-Chardin.

### Santé
Professionnels et établissements de santé : 
- Médecins à Gérardmer, La Bresse, Le Tholy, Corcieux, Cornimont, Granges-sur-Vologne, Vagney, Anould, Metzeral.
- Pharmacies à Gérardmer, Xonrupt-Longemer, La Bresse, Le Tholy, Cornimont, Granges-sur-Vologne, Vagney.
- Hôpitaux :

à Gerbépal, Cornimont, Fraize, Stosswihr, Oderen, Munster.
En 2013, les Géromois disposent d'un centre hospitalier d'une capacité de 231 lits et places.
Centre hospitalier Beatrix de Lorraine de Remiremont.

### Justice, sécurité, secours et défense
Gérardmer relève du tribunal d'instance de Saint-Dié-des-Vosges, du tribunal de grande instance d’Épinal, de la cour d'appel de Nancy, du tribunal pour enfants d’Épinal, du conseil de prud'hommes de Saint-Dié-des-Vosges, du tribunal de commerce d’Épinal, du tribunal administratif de Nancy et de la cour administrative d'appel de Nancy.

### Jumelages
Gérardmer est jumelée avec :
- Le Locle (Suisse) depuis 1964 ;
- Tidermène (Mali) ;
- Waremme (Belgique) ;
- Novosselytsia (Ukraine) depuis 2023.

## Population et société

### Démographie

#### Évolution démographique
L'évolution du nombre d'habitants est connue à travers les recensements de la population effectués dans la commune depuis 1793. Pour les communes de moins de 10 000 habitants, une enquête de recensement portant sur toute la population est réalisée tous les cinq ans, les populations de référence des années intermédiaires étant quant à elles estimées par interpolation ou extrapolation. Pour la commune, le premier recensement exhaustif entrant dans le cadre du nouveau dispositif a été réalisé en 2008.

En 2022, la commune comptait 7 685 habitants, en évolution de −5,51 % par rapport à 2016 (Vosges : −2,96 %, France hors Mayotte : +2,11 %).
| 1793  | 1800  | 1806  | 1821  | 1831  | 1836  | 1841  | 1846  | 1856  |
| ----- | ----- | ----- | ----- | ----- | ----- | ----- | ----- | ----- |
| 3 934 | 4 285 | 4 601 | 4 973 | 5 701 | 5 690 | 5 625 | 5 814 | 5 640 |

| 1861  | 1866  | 1872  | 1876  | 1881  | 1886  | 1891  | 1896  | 1901  |
| ----- | ----- | ----- | ----- | ----- | ----- | ----- | ----- | ----- |
| 5 921 | 6 225 | 6 402 | 6 543 | 6 775 | 6 914 | 7 197 | 8 811 | 9 104 |

| 1906   | 1911   | 1921  | 1926  | 1931  | 1936  | 1946  | 1954  | 1962  |
| ------ | ------ | ----- | ----- | ----- | ----- | ----- | ----- | ----- |
| 10 041 | 10 421 | 7 243 | 7 577 | 8 512 | 9 312 | 5 784 | 8 218 | 8 970 |

| 1968  | 1975  | 1982  | 1990  | 1999  | 2006  | 2008  | 2013  | 2018  |
| ----- | ----- | ----- | ----- | ----- | ----- | ----- | ----- | ----- |
| 9 326 | 9 471 | 9 106 | 8 951 | 8 845 | 8 776 | 8 700 | 8 284 | 7 802 |

| 2022  | - | - | - | - | - | - | - | - |
| ----- | - | - | - | - | - | - | - | - |
| 7 685 | - | - | - | - | - | - | - | - |

#### Pyramide des âges
La population de la commune est relativement âgée.
En 2018, le taux de personnes d'un âge inférieur à 30 ans s'élève à 27,0 %, soit en dessous de la moyenne départementale (31,2 %). À l'inverse, le taux de personnes d'âge supérieur à 60 ans est de 37,2 % la même année, alors qu'il est de 31,0 % au niveau départemental.
En 2018, la commune comptait 3 754 hommes pour 4 048 femmes, soit un taux de 51,88 % de femmes, légèrement supérieur au taux départemental (51,31 %).
Les pyramides des âges de la commune et du département s'établissent comme suit.
| Hommes | Classe d’âge | Femmes |
| ------ | ------------ | ------ |
| 1,1    | 90 ou +      | 2,5    |
| 9,9    | 75-89 ans    | 15,2   |
| 23,0   | 60-74 ans    | 22,5   |
| 21,3   | 45-59 ans    | 21,9   |
| 14,9   | 30-44 ans    | 13,5   |
| 15,7   | 15-29 ans    | 12,7   |
| 14,1   | 0-14 ans     | 11,7   |

| Hommes | Classe d’âge | Femmes |
| ------ | ------------ | ------ |
| 0,8    | 90 ou +      | 2,3    |
| 8,1    | 75-89 ans    | 11,6   |
| 20,5   | 60-74 ans    | 21     |
| 21,1   | 45-59 ans    | 20,4   |
| 16,9   | 30-44 ans    | 16,2   |
| 16     | 15-29 ans    | 13,7   |
| 16,5   | 0-14 ans     | 14,9   |

### Hameau du Phény

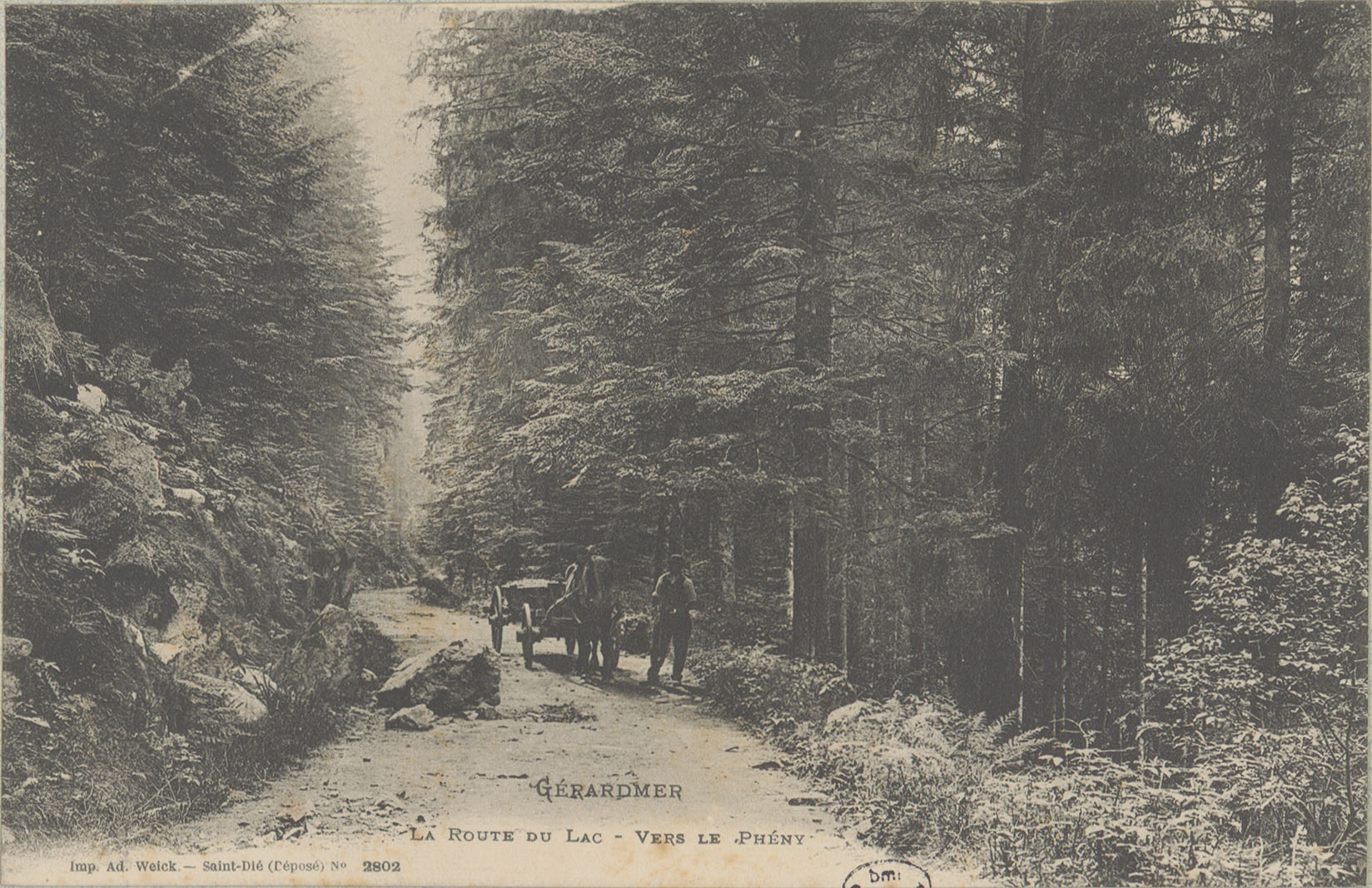
La route du lac vers le Phény.

Le Phény est un hameau inclus dans la commune de Gérardmer, entre le col de Sapois et Ramberchamp. Il compte 188 personnes en 1999 et double sa population lors des hautes saisons. Le Phény constitue cependant une entité à part.
Le Phény, au cours des derniers siècles, de 1500 environ jusqu'à aujourd'hui, s'est décliné sous plusieurs orthographes : Le Fény, Fany, Fénil, Phenil, Feny, etc. Il tire son nom du lieu. En l'occurrence, sachant que les Vosges abondent d'eau, beaucoup de noms ont rapport avec elle.
Ce toponyme vient de fagne : « marécages, du germain fenn, fenna ; devenu fania en latin, puis fange en français. Feigne, feine, feing, faing et ses dérivés : feny, pheny, feigneux, feigneul, feignol, fony, etc., indiquent tous des lieux marécageux, tourbeux ; c'est surtout dans la montagne qu'on les rencontre […] elles forment de véritables éponges qui, à la fonte des neiges, se remplissent d'eau et constituent autant de réserves pour l'alimentation des sources et des ruisseaux ».
| Année de recensement | 1789 | 1793 | 1795 | 1807 | 1817 | 1836 | 1841 | 1851 | 1861 | 1872 | 1882 | 1886 | 1891 |
| -------------------- | ---- | ---- | ---- | ---- | ---- | ---- | ---- | ---- | ---- | ---- | ---- | ---- | ---- |
| Nombre d'habitants   | 221  | 293  | 285  | 305  | 326  | 348  | 346  | 359  | 324  | 306  | 315  | 288  | 217  |

| Résidences principales | Résidences secondaires | Logements secondaires | Logements vacants | Nombre de personnes |
| ---------------------- | ---------------------- | --------------------- | ----------------- | ------------------- |
| 79                     | 72                     | 1                     | 5                 | 188                 |

### Sports et loisirs

#### Culture
La commune administre une médiathèque de plus de 80 000 documents, une école de musique, une maison de la culture et des loisirs et une maison de la montagne.
La ville accueille l'Institut de la promotion de la Montagne (IPM) de la Chambre de commerce et d'industrie des Vosges.
La ville de Gérardmer dispose de trois compagnies théâtrales, ce qui est exceptionnel compte tenu du nombre d'habitants : La compagnie Des Corps En Voix, La troupe Pascal Simon et La compagnie Jean Gillet.[réf. nécessaire]
Gérardmer dispose de plusieurs groupes musicaux : Kehot'Ribotte, Les Ménestrels, Les Musiciens de la vallée des Lacs, Les Beuquillons, Moonlight, Grégory Paradisi, Headust et l'Union musicale de Gérardmer.

### Manifestations sportives ou culturelles et festivités

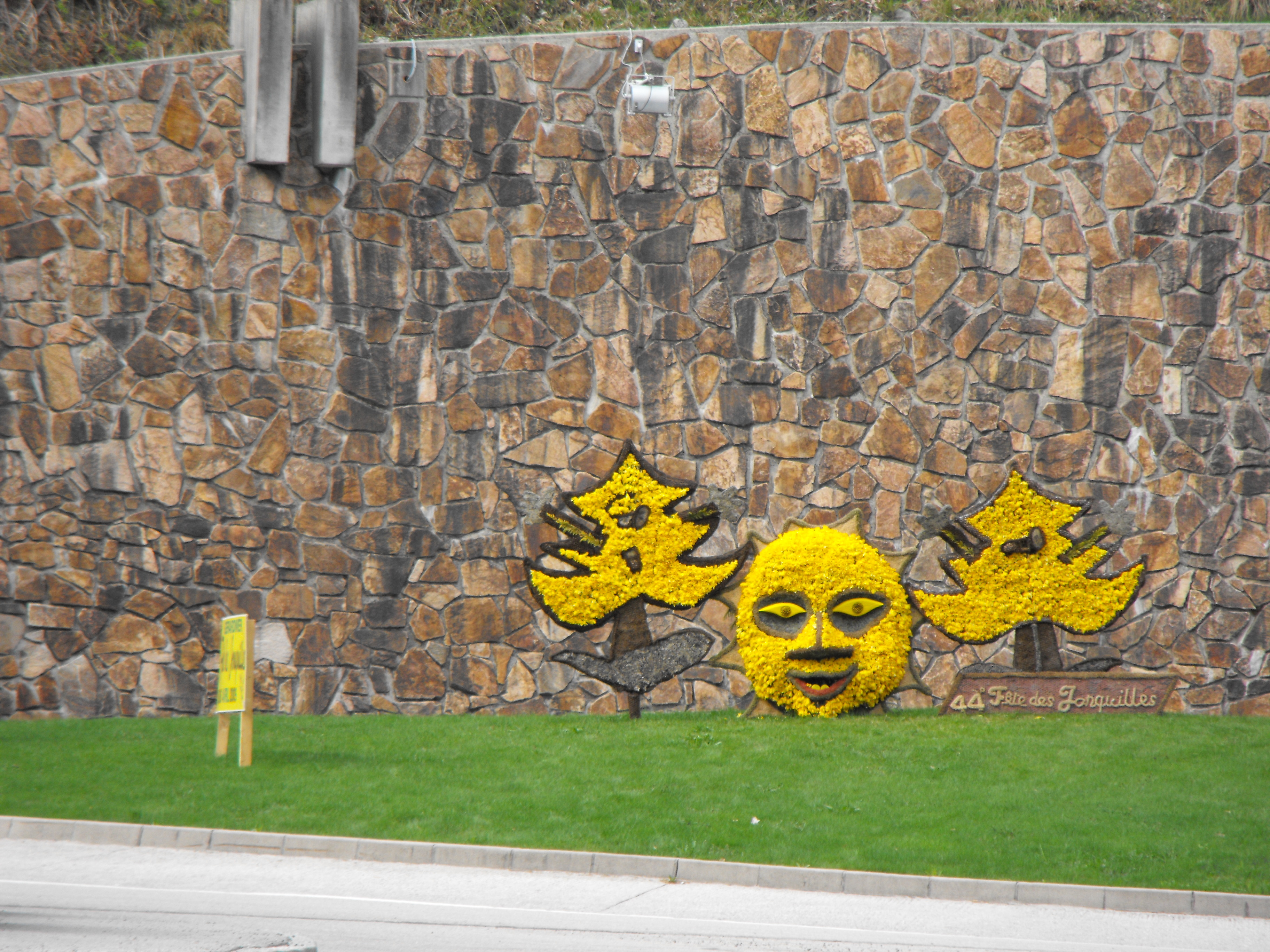
Lors de la des jonquilles

- Fantastic'Arts est un festival du film fantastique : depuis 1994, Gérardmer est l'hôte du festival international du film fantastique (ex-festival d'Avoriaz). L'organisation sur place est assurée par près de 600 bénévoles, en partenariat avec la société parisienne d'événementiel Public Système Cinéma. Avec près de 30 000 spectateurs cinéphiles chaque année, Fantastic'arts est l'un des festivals de cinéma les plus populaires de France[100].
- Depuis 1997, Gérardmer accueille les « Rencontres du cinéma » : trois jours de cinéma intensifs, où acteurs et réalisateurs viennent à la rencontre de leurs spectateurs et présentent leurs films en avant-première. De grands noms sont déjà venus fouler la scène du Casino, comme Luc Besson, Alexandre Arcady, Jean Dujardin ou encore Sandrine Kiberlain[101].
- La traditionnelle fête des Jonquilles qui a lieu tous les deux ans, prévue le 7 avril 2019.
- Triathlon de Gérardmer : triathlon international de la vallée des lacs[102] : championnat d'Europe longue distance, seule étape européenne qualificative pour le Wildflower Triathlon 2009, Triathlon DO, qualificative pour l’Escape from Alcatraz Triathlon 2009 et la finale franco-allemande de la Regio Triathlon Cup.
- Fantastic'Arts qui accueille chaque année des personnages connus du monde du cinéma. Ce festival a pour but de présenter des films fantastiques et de les noter ;
- Pyrosymphonies du lac : 14 juillet et 14 août ;
- En 2005, Gérardmer est pour la première fois une ville étape du Tour de France cycliste : c'est l'arrivée de la 8e étape et le départ de la 9e étape ; c'est à nouveau le cas en 2014 avec l'arrivée de la 8e étape à Gérardmer - La Mauselaine.
- Traversée du lac de Gérardmer à la nage le premier ou deuxième week-end du mois d'août : depuis 2007, étape de la coupe de France de natation en eau libre.
- Championnats du Monde de canoë-kayak de course en ligne du 1er au 10 juin 2007 ;
- Championnats du Monde de Bateau-dragon en été 2007.
- La Fête de l'Excellence les 27 et 28 juin 2009 : 50 000 visiteurs sont venus découvrir les richesses artistiques et gastronomiques de la région[103].
- Vosges Opération Libre les 17 et 18 mai 2014, un événement portant sur le Libre et l'ouverture des données, initié par Framasoft.

#### Sports

##### Domaine skiable

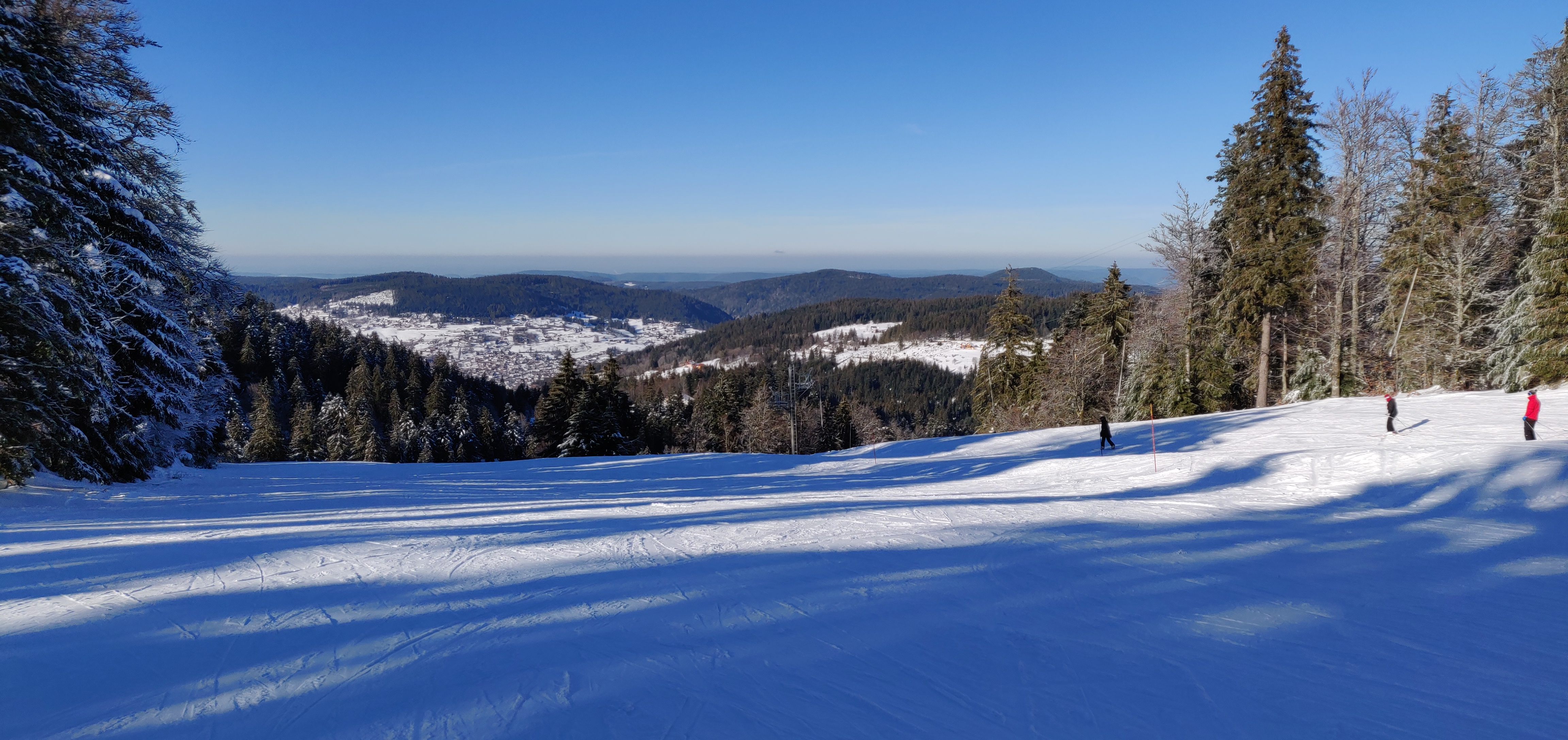
La piste du cerf de la Mauselaine.

La station de ski alpin La Mauselaine est le deuxième domaine skiable du massif des Vosges, avec 40 km de pistes de ski alpin (20 pistes) et 20 remontées mécaniques dont 2 télésièges. On peut y pratiquer le ski nocturne et son équipement en canons à neige permet d'assurer la pratique du ski en cas de saison délicate. Depuis 2008, la station est gérée par une régie municipale. En 2014, elle sert de cadre à l'arrivée de la 8e étape du Tour de France 2014.
La station de ski nordique Les Bas-Rupts est un très beau domaine de ski nordique. Interconnecté avec les domaines de Xonrupt-Longemer et de La Bresse, il propose plus de 100 km de pistes (alternatif et skating). Le domaine nordique est géré par une régie municipale.
Un tremplin de saut à ski de 65 mètres équipe désormais la station des Bas-Rupts. Permettant l'entraînement et les compétitions en été, il a été inauguré le 20 août 2010.

##### Associations sportives
L'association sportive de Gérardmer regroupe plusieurs sports tels que le canoë, la kayak, l'aviron, la plongée, la natation, la voile, etc. Elle organise des animations sur le lac, par exemple le championnat du monde de canoë en mai 2007, la plongée sous-glace en hiver ou des compétitions de voiliers.
Deux Gérômois se sont distingués en canoë-kayak : Théo Devard, champion du monde junior descente en 2007, et Rudy Gérard, vice-champion du monde descente en 2008.

### Cultes
- L'église Saint-Barthélémy, ainsi que les chapelles, sont rattachées à la paroisse catholique Saint-Gérard-de-la-Vallée-des-Lacs[105], Diocèse de Saint-Dié.

### Médias
- Radios locales et régionales: Cocktail FM, Magnum la radio, Radio Star, France Bleu Sud Lorraine, Radio Cristal, NRJ Vosges.
- Presse écrite : Vosges Matin, L'Écho des Vosges. 100 % Vosges et le magazine Vosges Mag du conseil départemental des Vosges.
- Télévision locale : Vosges Télévision et France 3 Lorraine.
- Presse internet : Gérardmer infos.fr

## Économie

### Revenus de la population et fiscalité
En 2010, le revenu fiscal médian par ménage était de 25 225 €, ce qui plaçait Gérardmer au 22 727e rang parmi les 31 525 communes de plus de 39 ménages en métropole.
Chiffres clés Revenus et pauvreté des ménages en 2021 : médiane en 2021 du revenu disponible, par unité de consommation : 22 450 €.

### Emploi
En 2009, la population âgée de 15 à 64 ans s'élevait à 5 595 personnes, parmi lesquelles 72,0 % d'actifs dont 64,8 % ayant un emploi et 7,1 % de chômeurs.
On comptait 4 829 emplois dans la zone d'emploi, contre 4 290 en 1999. Le nombre d'actifs ayant un emploi résidant dans la zone d'emploi étant de 3 664, l'indicateur de concentration d'emploi est de 131,8 %, ce qui signifie que la zone d'emploi offre nettement plus d'un emploi par habitant actif.

### Entreprises et commerces
Au 31 décembre 2010, Gérardmer comptait 970 établissements : 18 dans l’agriculture-sylviculture-pêche, 68 dans l'industrie, 61 dans la construction, 673 dans le commerce-transports-services divers et 150 étaient relatifs au secteur administratif.
En 2011, 70 entreprises ont été créées à Gérardmer, dont 33 par des autoentrepreneurs.

#### Agriculture
- Élevage de vaches laitières[108].
- Élevage de chevaux et d'autres équidés.
- Élevage d'autres animaux.

#### Tourisme
L'activité touristique est également importante : sports d'hiver, location de pédalos, casino.
- Hébergements et restauration.

#### Commerces et services
- Commerces et services de proximité[109].

Les domaines des principales entreprises industrielles sont le bois : Scieries, charpente, menuiserie, construction de chalets (Cuny, Gico [à Xonrupt-Longemer], Houot) et les profilés métalliques.
Gérardmer est la première ville textile de France pour le linge de maison et dispose de plusieurs usines textiles (Linvosges, Le Jacquard Français, Garnier-Thiébaut, François Hans) renommées pour la qualité de leurs fabrications et tout particulièrement de leur blanchiment.

## Culture locale et patrimoine

### Lieux et monuments

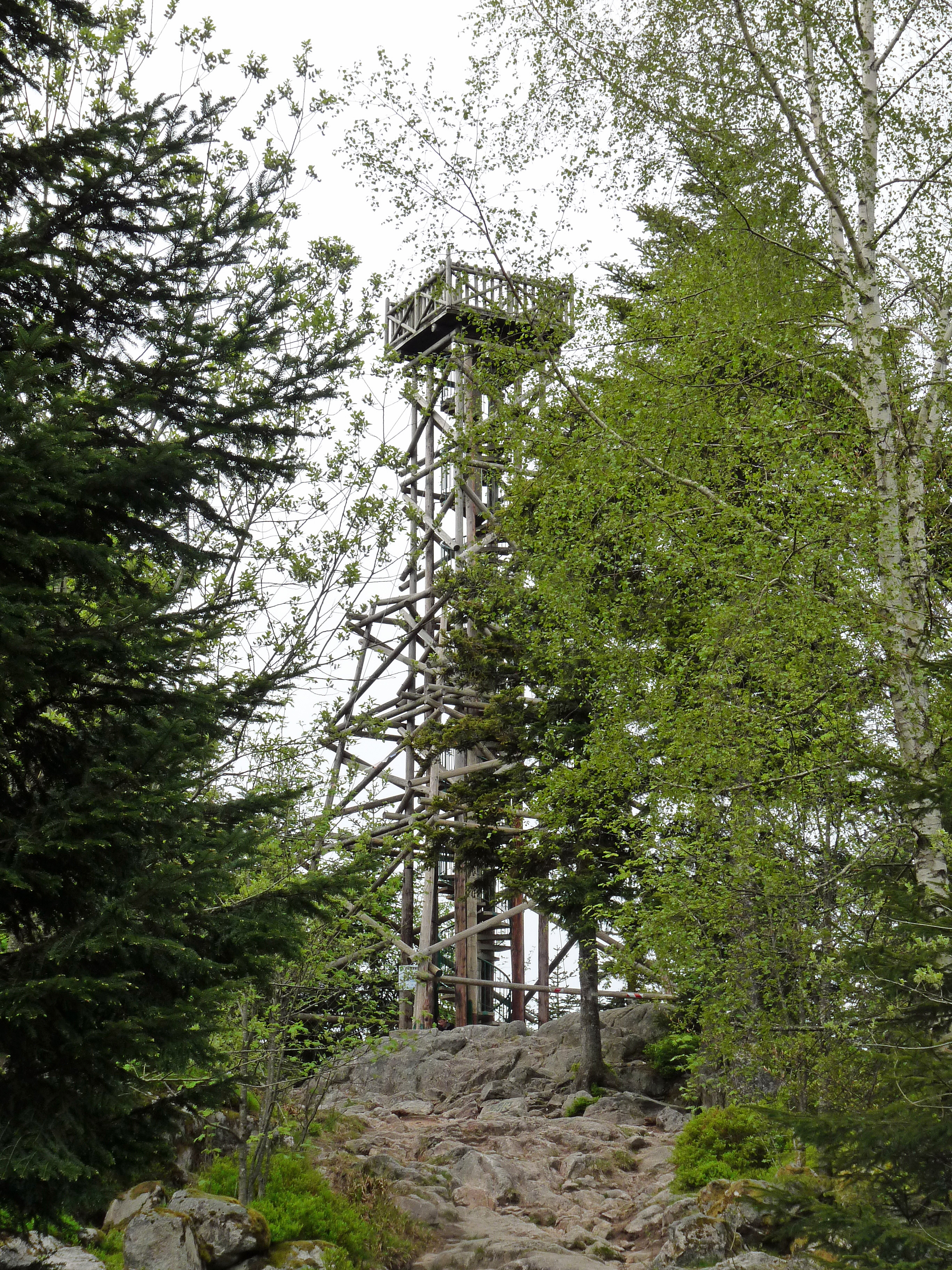
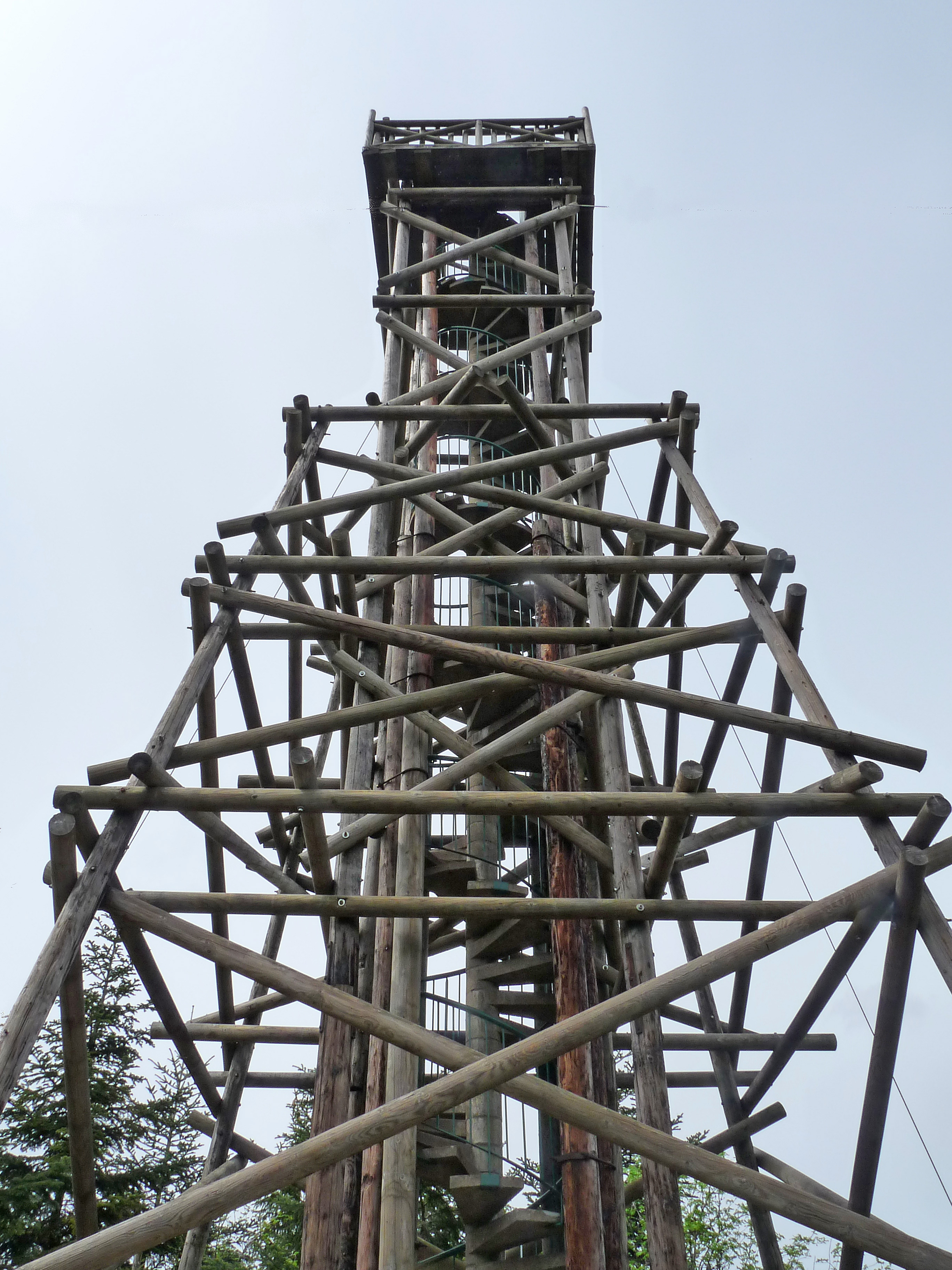
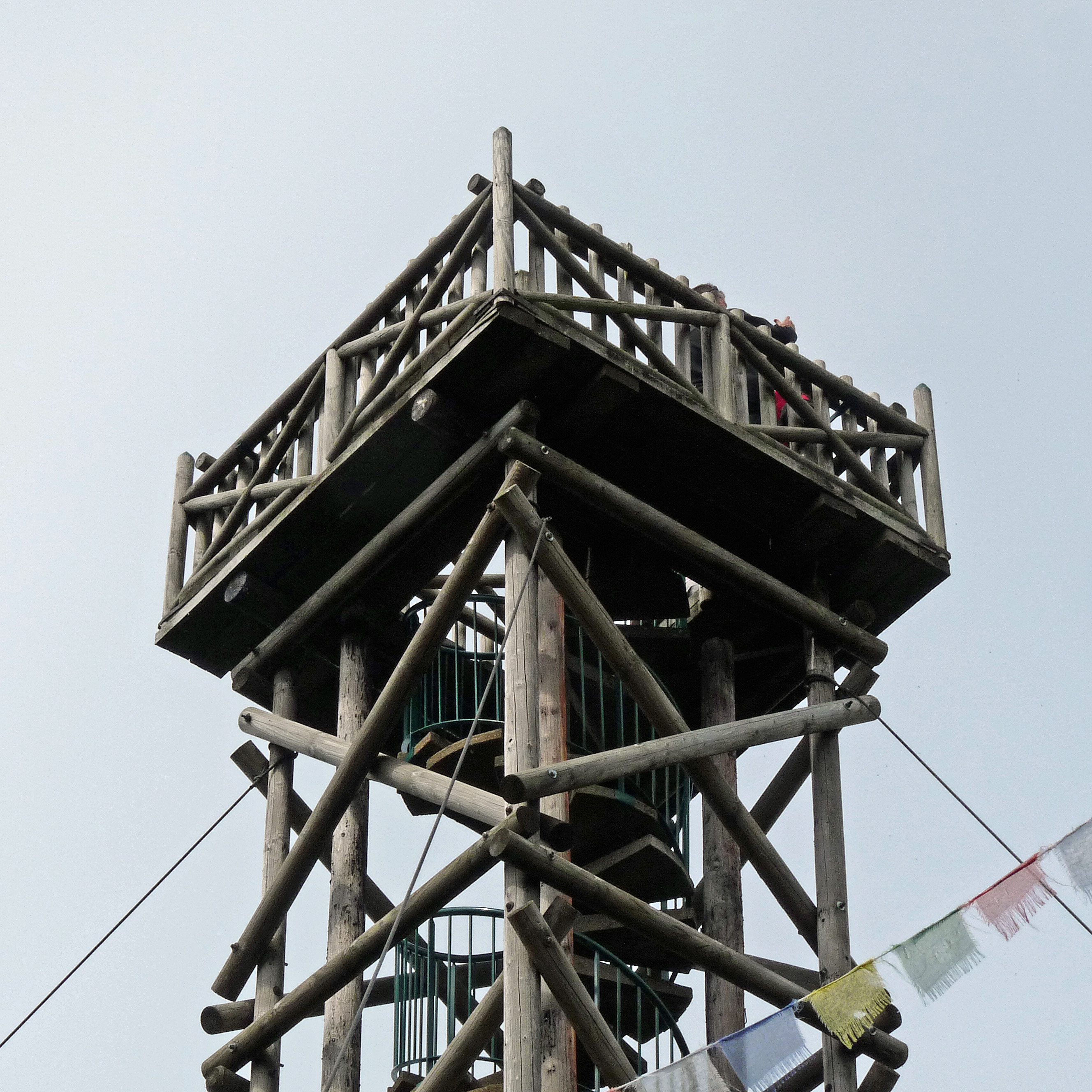

Gérardmer compte deux monuments historiques :
- Ancienne ferme construite en 1787 dite immeuble Chevroton, unique maison rurale protégée au titre des monuments historiques dans les Hautes-Vosges[112] par arrêté de 1979[113].
- Pont dit Pont-des-Fées, aussi sur la commune de Xonrupt-Longemer, construit au XVIIIe siècle sur la Vologne (classé monument historique en 1972)[114].

On peut également signaler : 
- L'église Saint-Barthélémy[115].

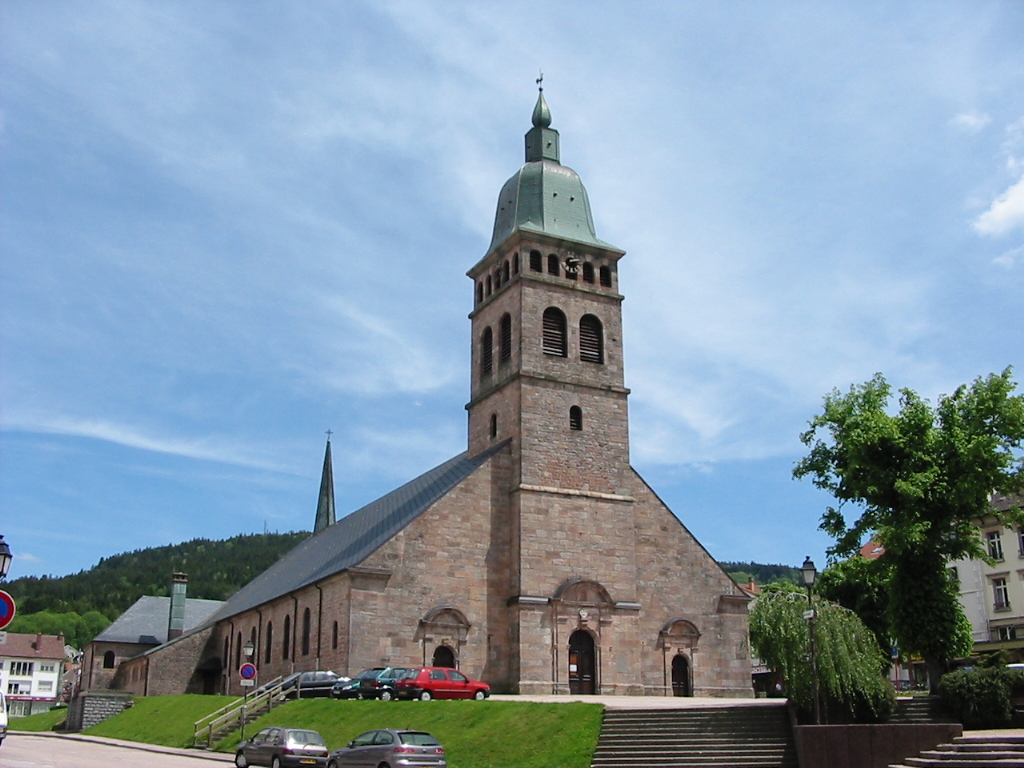
L'église Saint-Barthélémy.

L'église de Gérardmer, avec son grand-orgue en tribune et son orgue de chœur de Edmond Alexandre Roethinger,. 
L'apparence actuelle de l'église date de 1954 et elle est de style néo roman. 
Le clocher de l'Église Saint-Barthélémy de Gérardmer possède cinq cloches :

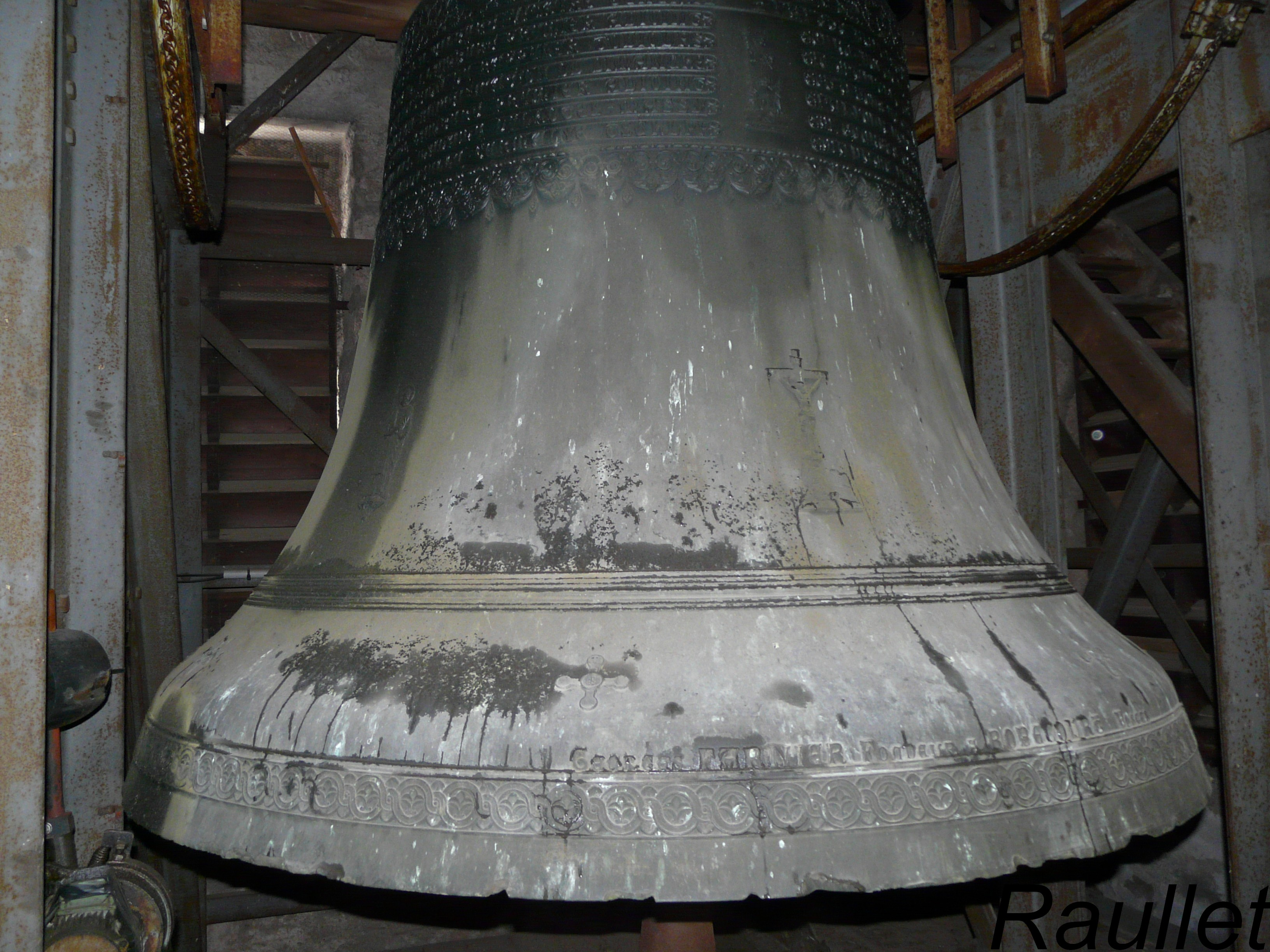
La cloche 1, dénommée Alphonse, a été coulée par Georges Farnier en 1936 à Robécourt, et pèse 4 817 kg, pour un diamètre de 196,5 cm. Elle chante le Lab2.
* Le bourdon Alphonse était tombé de l'ancienne église, heureusement il est intact au niveau esthétique et sonore,
* Les cloches 2 à 5 ont été coulées par la fonderie Bollée à Orléans en 1948 et chantent respectivement le ré3, le mi3, le fa3 et le la3
- Le bourdon Alphonse.
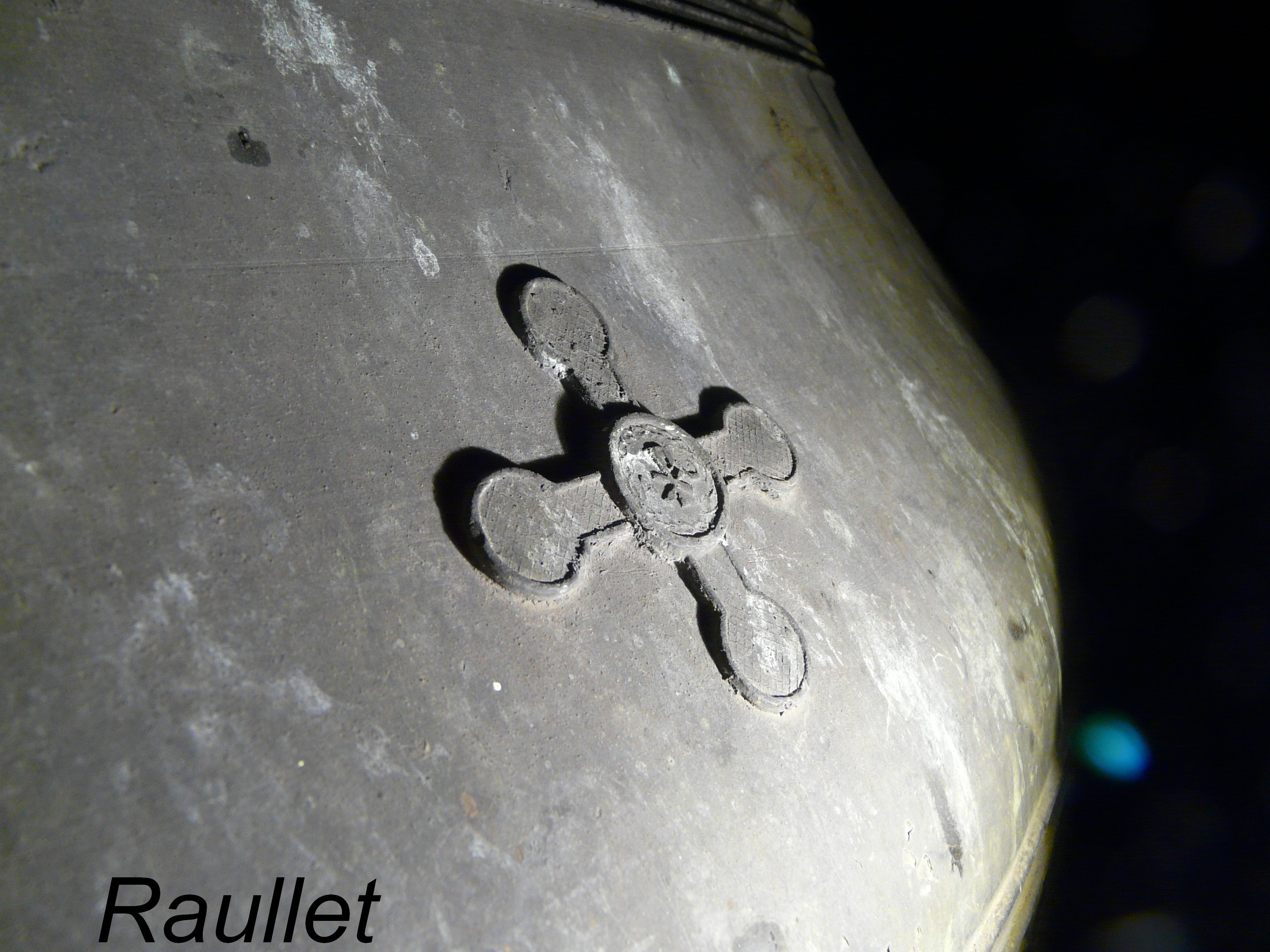
Détail du bourdon.
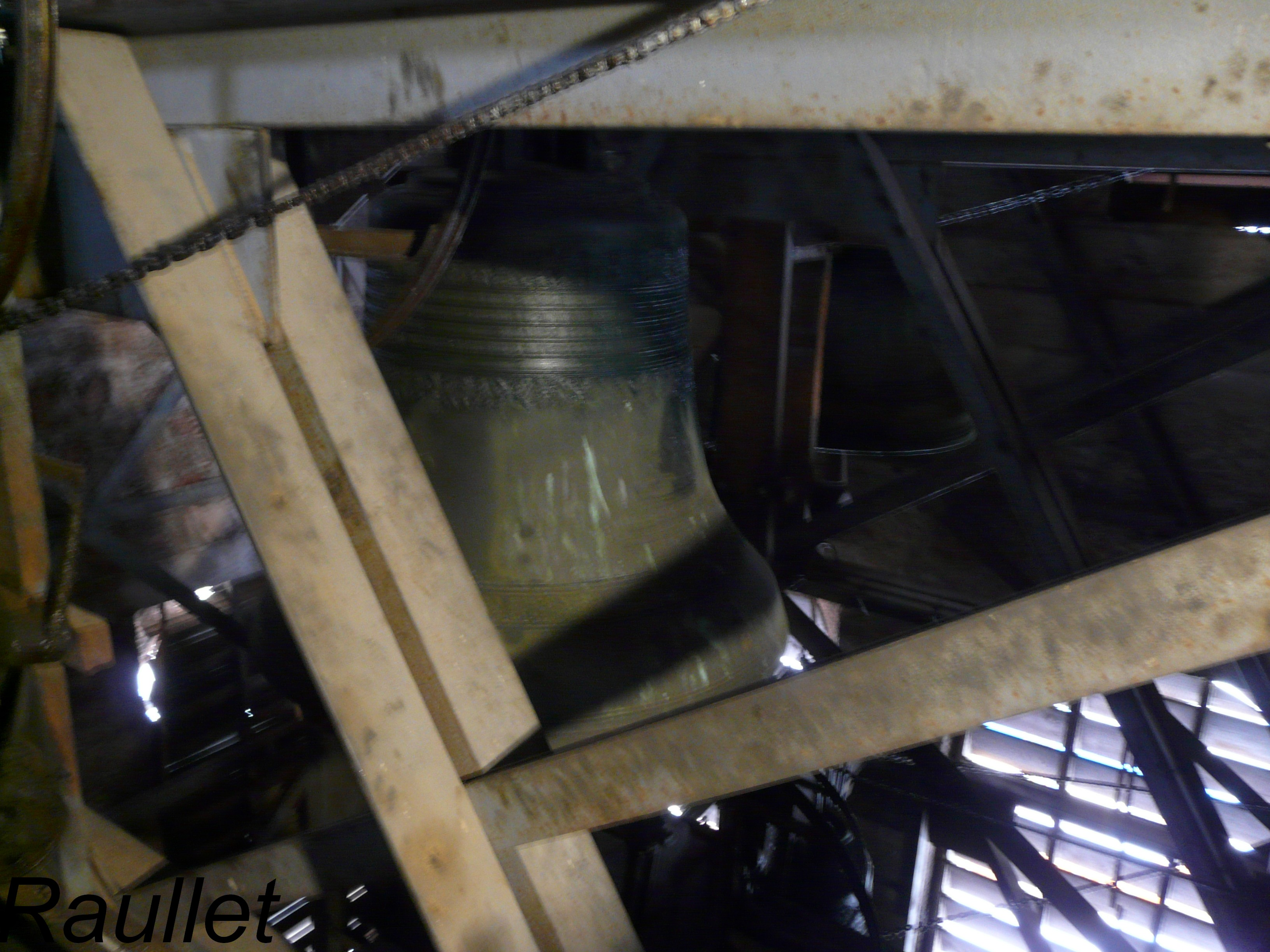
La cloche 2 de l'ensemble campanaire.
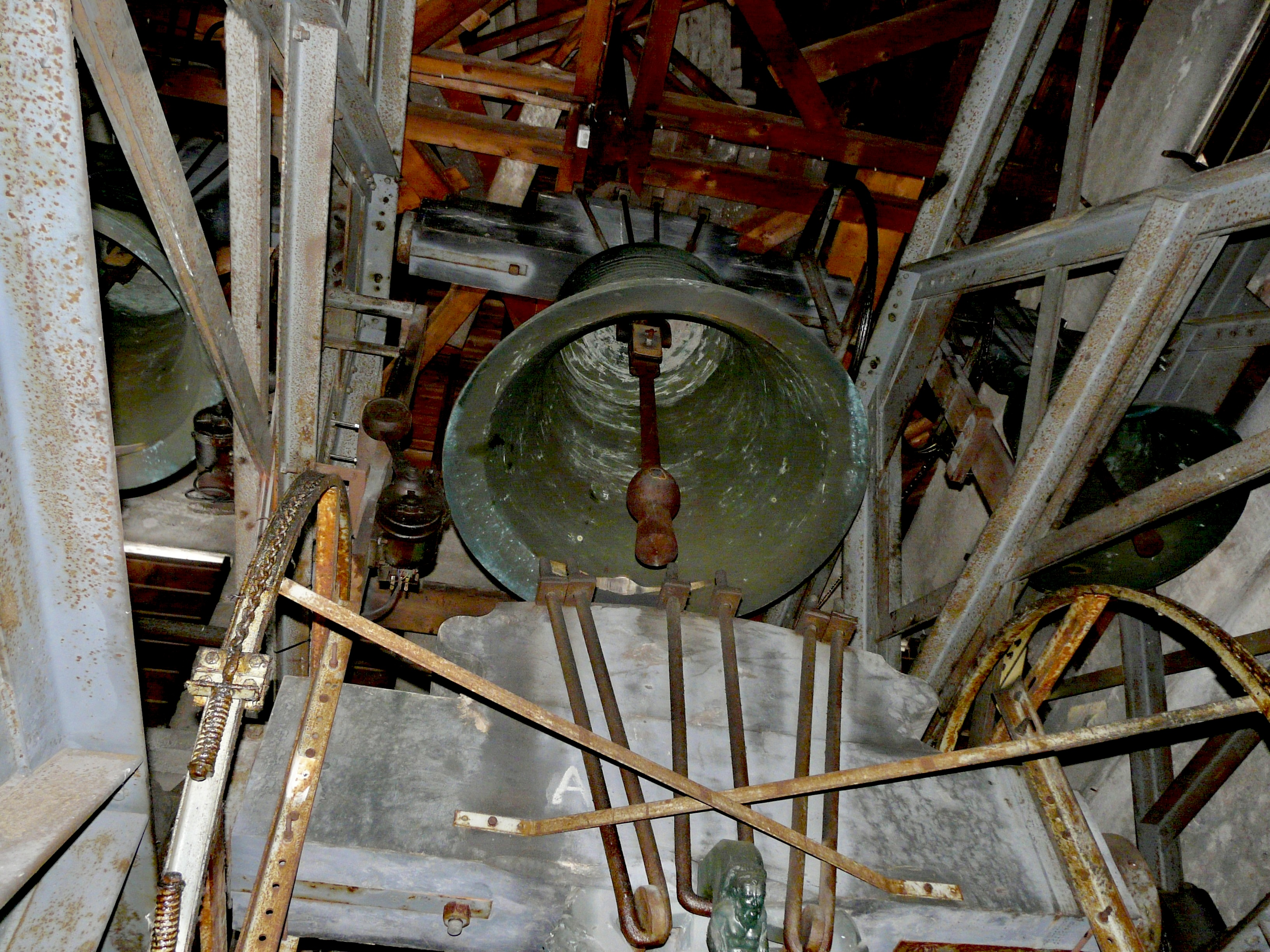
La cloche 2.
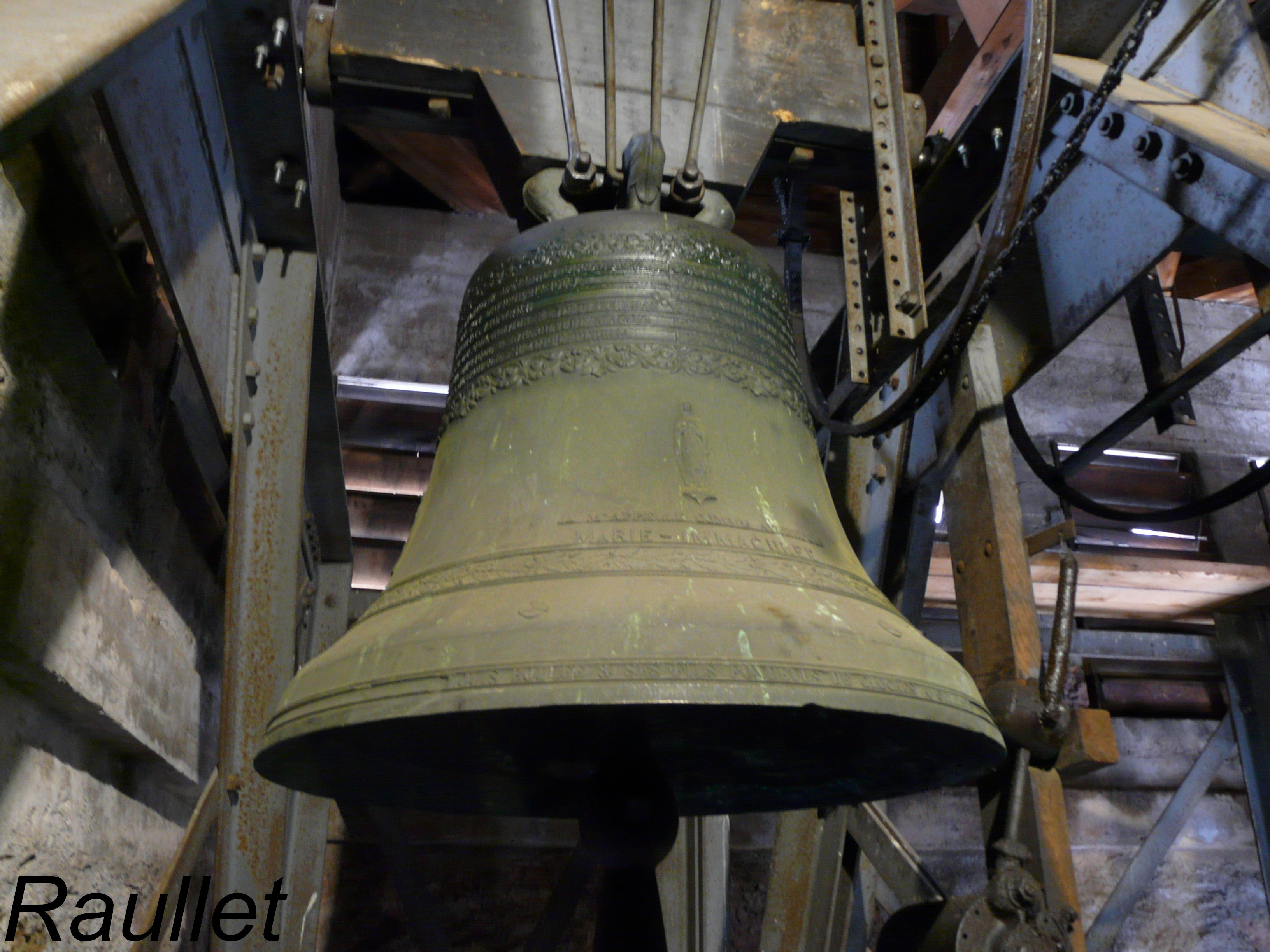
La plus petite cloche de l'ensemble campanaire.

- La chapelle Notre-Dame-du-Calvaire (boulevard d'Alsace)[125],[126], bâtie en 1820 sur l’emplacement de la première église géromoise. Restaurée en 1924, elle abrite des vitraux et une statue d'une Vierge à l'enfant du XVIe siècle. Située au centre de la ville, dans le cimetière.
- La chapelle Saint-Étienne à Kichompré (boulevard de Granges)[127], édifiée en 1901 par la famille d'industriels textiles Garnier-Thiébaut. Elle est la reproduction en granit d’une chapelle en bois style finlandais.
- La chapelle Saint-Jacques à Kichompré (rue de la Chapelle)[128], petite chapelle perchée sur une butte. Édifiée sans doute au XVIIIe siècle, la chapelle appartint après 1870 à la famille Garnier-Thiébaut, propriétaire du tissage.
- La chapelle de la Trinité (chemin de la Trinité)[129], érigée en 1768 par Dominique Viry. Cette chapelle mi-religieuse et mi-habitation servait d'école en hiver.

et sa cloche de 1766.
- La chapelle Notre-Dame-de-la-Creuse (chemin de la Creuse)[131], construite en 1926.
- Le temple protestant (rue du Casino)[132].
- La synagogue, en 1864, est louée à un boucher. Ce local situé dans une maison faisant face à l'actuelle maison de la Culture afin d'y célébrer les offices. Acheté en 1890, ce bâtiment sert de lieu de culte jusqu'à l'invasion allemande de 1940[133].

Cimetière israélite,.
- La tour d'observatoire de Mérelle[136] : située au sud-ouest de la commune, en direction de Sapois, elle coiffe une montagne au-dessus du lac. Un sentier de randonnée partant du lac au stade du lieu-dit Ramberchamp permet d'y accéder, ainsi que la route forestière D 69 en direction du hameau du Phény. Depuis le haut de la tour, une vue panoramique spectaculaire sur le lac, la ville et le domaine skiable s'offre au promeneur.

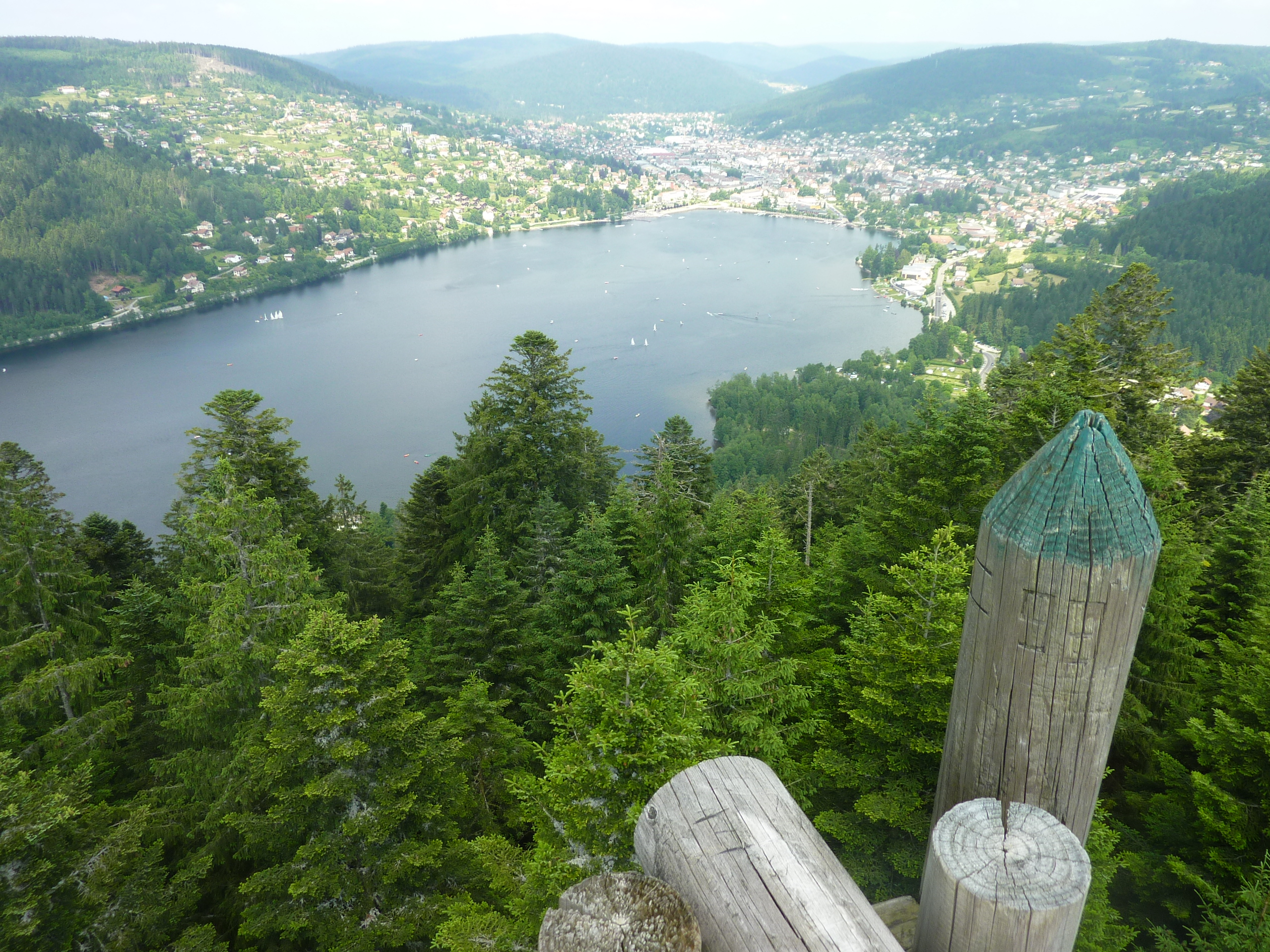
Vue de Gérardmer depuis la Tour de Mérelle.
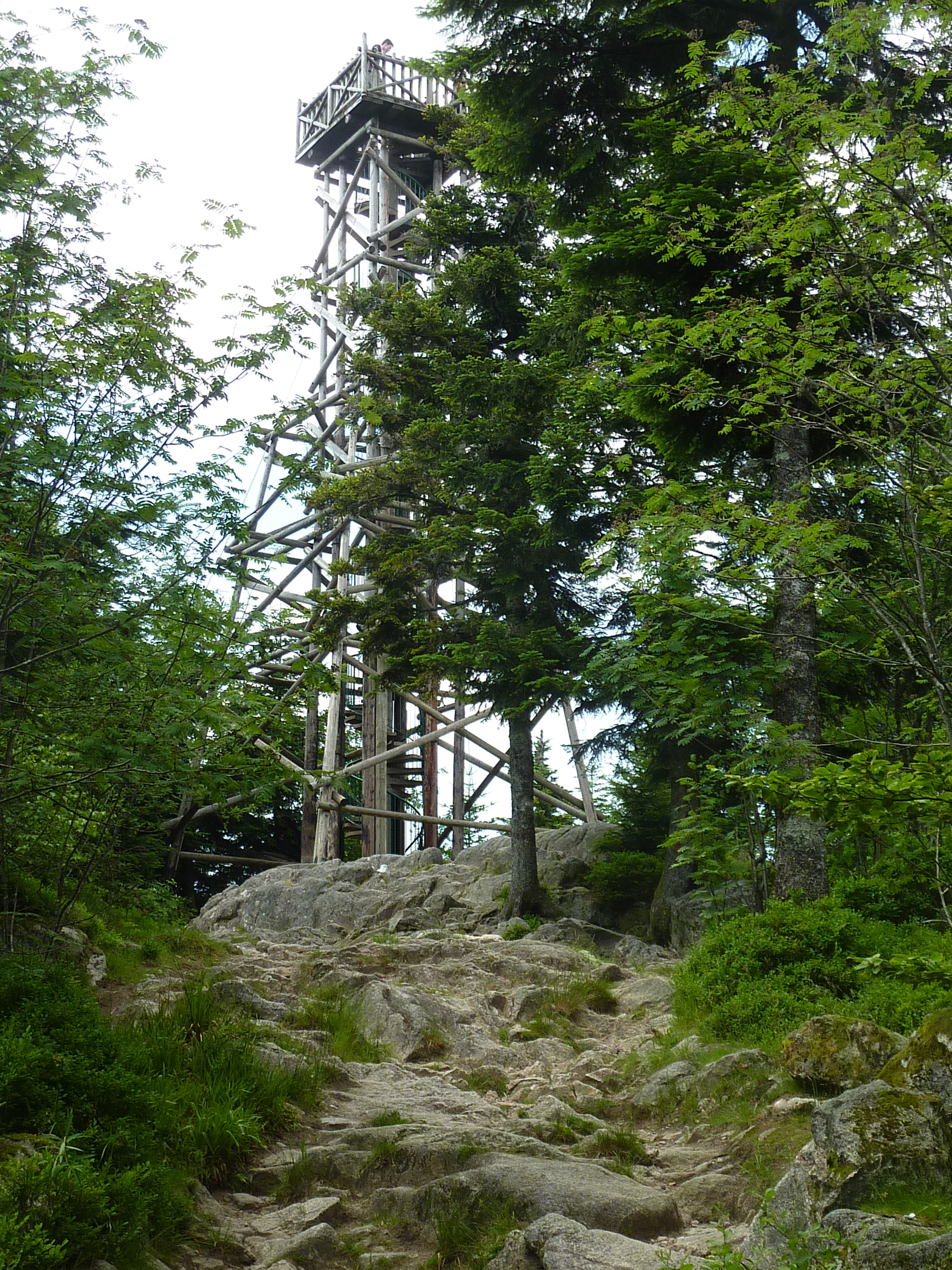
Tour de Mérelle parmi les épicéas.
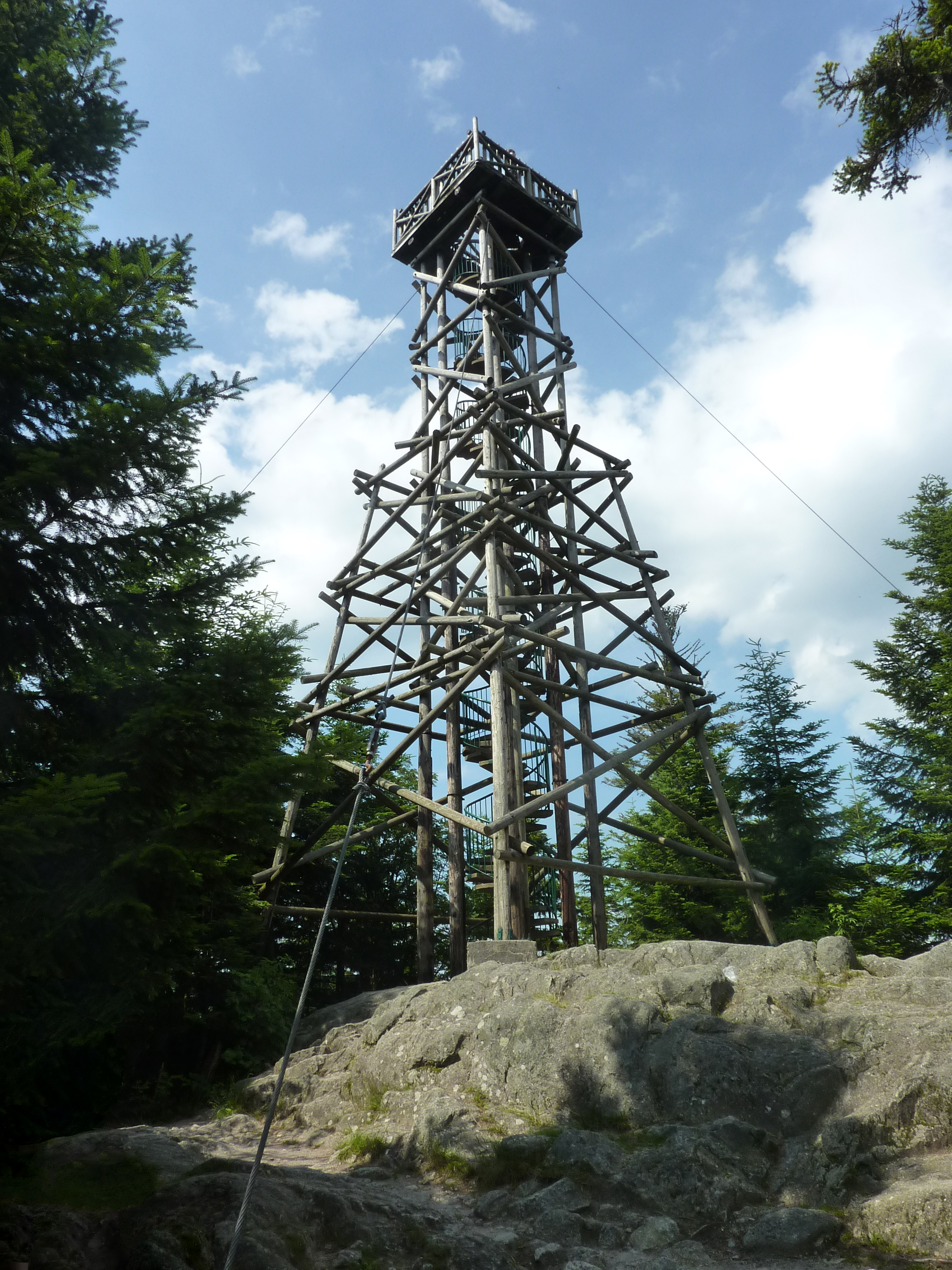
Tour de Mérelle.
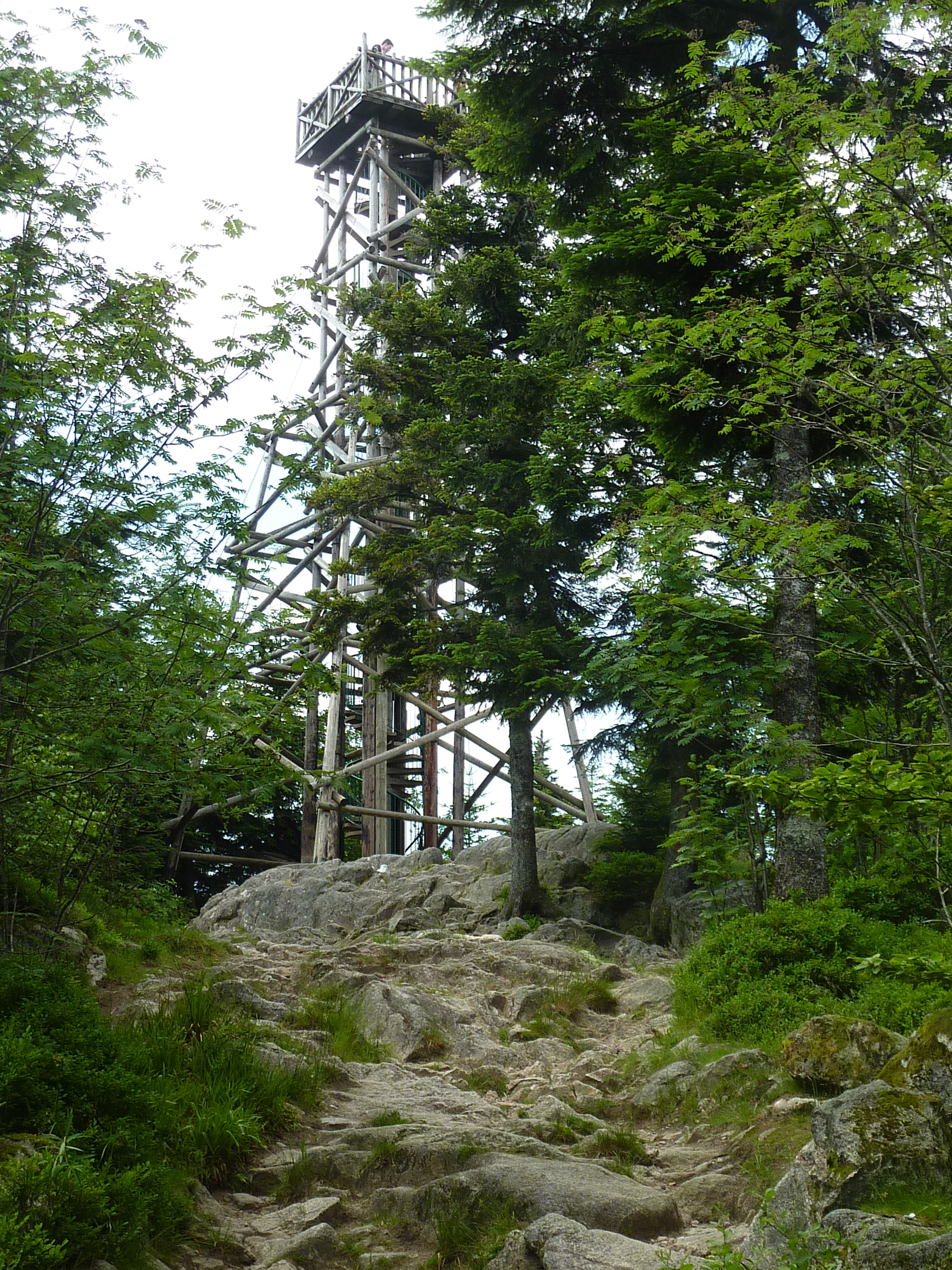

### Gérardmer dans les arts et la culture
Le film Les Grandes Gueules de Robert Enrico, avec entre autres Bourvil et Lino Ventura, sorti en 1965, fut tourné en partie à Gérardmer.

### Personnalités liées à la commune
- Charles Théodore Colet (1806-1883), archevêque de Tours né à Gérardmer.
- Henri Hogard (1808-1880), géologue mort à Gérardmer, créateur de la route du col de la Schlucht.
- Paul Cuny (1872-1925), industriel et homme politique, né à Gérardmer.
- Paul Elbel (1875-1940), homme politique, a suggéré la fête des jonquilles.
- Jean Deny (1879-1963), grammairien mort à Gérardmer.
- Norman Prince (1887-1916), aviateur, fondateur de l'escadrille La Fayette, mort à Gérardmer.
- René Spaeth / René d'Alsace (1890-1972), poète et journaliste régionaliste, fondateur de l'Académie d'Alsace
- Edward Gardère (1909-1997), escrimeur, né à Gérardmer.
- André Gardère (1913-1977), escrimeur, né à Gérardmer.
- Gilberte Cournand (1913-2005), journaliste et critique de danse, galeriste, libraire et mécène, née à Gérardmer.
- Claude Vanony (1935), conteur et humoriste, né à Gérardmer.
- Dominique Meyer (1939), biologiste, grand-croix de la Légion d'honneur, née à Gérardmer.
- Frédéric Anton (1964), Grand chef cuisinier (trois étoiles au Guide Michelin) ayant commencé la cuisine au lycée hôtelier de Gérardmer.
- Patrick Rémy (1965), fondeur, né à Gérardmer.
- Julien Bontemps (1979), véliplanchiste, a appris la voile à Gérardmer.
- Maxime Laheurte (1985), champion du monde par équipe (2012) du combiné nordique, né à Gérardmer.

### Gastronomie

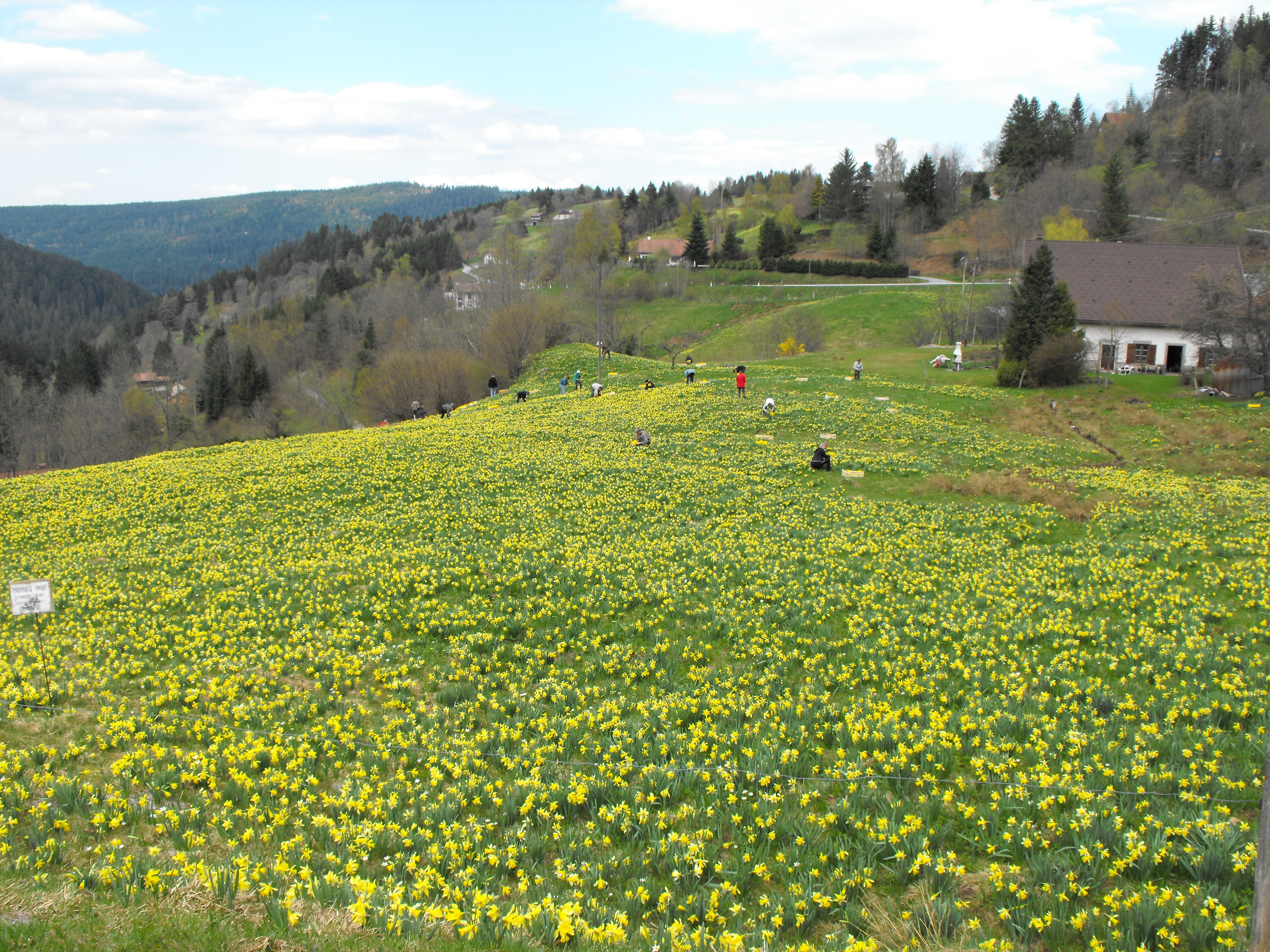
Cueillette des jonquilles aux Bas-Rupts.

Les spécialités gastronomiques de Gérardmer sont nombreuses : le géromé (fromage de fabrication fermière, apparenté au munster), la truite de pisciculture, le pain d'anis, le miel de sapin, le fumé vosgien (lard et viande), les tofailles et la tarte aux brimbelles (myrtilles).

### Botanique
- Jonquilles
- Droséra (notamment présente aux Bas-Rupts)

### Héraldique et logotype
| Blason de Gérardmer | Blason  | De gueules au cerf passant d'argent sur une terrasse de même. |
| Blason de Gérardmer | Détails | Ces armes reproduisent un sceau utilisé en 1768 représentant un cerf. Le symbole était déjà utilisé par la communauté gérômoise au XVIIe siècle. Ce blason orne aujourd'hui la mairie de Gérardmer et les plaques des rues. Le statut officiel du blason reste à déterminer. |

Logo actuel.

Le logo ci-contre sert à identifier Gérardmer.

## Pour approfondir